# Guerre di Vandea

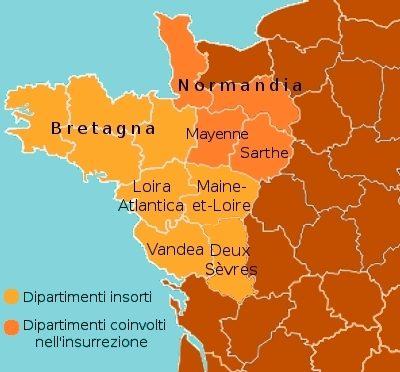
Dipartimenti francesi coinvolti nelle Guerre di Vandea

Le guerre di Vandea furono una serie di conflitti civili scoppiati al tempo della Rivoluzione francese e continuati poi durante la Restaurazione borbonica ed ancora con la monarchia di luglio, che videro le popolazioni della Vandea, molto cattolica e fortemente leale al re, e di altri dipartimenti vicini insorgere contro il governo rivoluzionario, per ristabilire la monarchia assoluta dei Borboni e opporsi alle misure restrittive imposte al culto cattolico.
La prima e la seconda guerra di Vandea solitamente vengono accorpate in un unico periodo che va dal 1793 al 1796. L'insurrezione ebbe inizio nel marzo 1793, quando la Convenzione nazionale ordinò la leva obbligatoria per 300 000 uomini da inviare al fronte e proseguì per i successivi tre anni, con brevi tregue durante le feste come il Natale e la Pasqua. Il periodo più acuto degli scontri, in cui spesso gli insorti ebbero ragione delle truppe repubblicane, terminò con la vittoria di queste ultime nella battaglia di Savenay. La repressione compiuta tra l'estate del 1793 e la primavera del 1794 - per opera delle truppe repubblicane regolari e da reparti di volontari - fu particolarmente feroce e costituirebbe, a giudizio di alcuni storici, il primo genocidio della storia contemporanea.
Peraltro, gruppi armati vandeani continuarono a combattere e una tregua vera e propria si ebbe solo nella primavera del 1795, con la pace di La Jaunaye. Questa prima guerra fu la più importante per numero di operazioni militari ed è quella a cui comunemente ci si riferisce trattando dell'insurrezione vandeana. Nondimeno, lo stato insurrezionale rimase endemico nella regione e la rivolta si riaccese più volte negli anni seguenti, soprattutto nei momenti di crisi dei governi repubblicani e napoleonici. Il 24 giugno 1795 cominciò la seconda guerra di Vandea, che terminò l'anno successivo.
Alle guerre vandeane combattute durante il periodo rivoluzionario propriamente detto, seguirono altre due guerre, una nel periodo dei Cento Giorni del 1815 (detta "Quarta guerra di Vandea") e una durante l'insurrezione legittimista del 1832 (detta "Quinta guerra di Vandea") che, pur venendo riunite sotto questo stesso nome, si estesero non solo alla Vandea ma ebbero esiti fallimentari.

## Contesto storico
Lo studio storico della guerra di Vandea è segnato da una serie di opinioni discordanti, che portarono alla nascita di una bibliografia immensa, con due correnti principali in opposizione: gli studiosi favorevoli alla rivoluzione francese e a tutti quei cambiamenti che ne derivarono, quindi dalla parte dei repubblicani, in certi casi pur riconoscendo i gravi errori di molti di essi (ad esempio Albert Mathiez, Michel Vovelle, Georges Lefebvre e Albert Soboul); e quegli studiosi che ritennero che questi cambiamenti fossero stati deleteri per la nazione, e che quindi, si schierarono dalla parte dei vandeani. Tuttavia è errato definire questa seconda categoria come "monarchici", in quanto, nonostante la maggior parte dei vandeani appoggiassero il re e fossero molto legati alla monarchia, non tutti i monarchici francesi appoggiarono l'insurrezione e molti di quelli che avevano servito sotto il re, passarono al servizio della repubblica. Inoltre i vandeani cominciarono la rivolta solo dopo che il governo attuò misure repressive per il clero e aumentò le tasse per poter sostenere le spese militari causate dall'aggressiva politica estera attuata in quegli anni e ricostruire la Francia, ancora provata dalla rivoluzione e dalle guerre. Il ripristino della monarchia rappresentava così per i controrivoluzionari vandeani una soluzione per porre fine alla rivoluzione.
I primi testi che trattarono quest'argomento furono le memorie di alcuni dei protagonisti o di persone vicine a essi, per i vandeani: la signora La Rochejaquelein, Poirier de Beauvais, Joseph de Puisaye, la signora Sapinaud de La Rairie; e per i repubblicani: Grouchy, Kléber, Pierre-René Choudieu, Turreau, Dumas ecc. Il più famoso tra questi, sono le memorie della signora La Rochejaquelein, vedova di Louis Marie de Lescure e in seguito di Louis de La Rochejaquelein, che essendo vedova di due tra i più importanti generali dell'Esercito cattolico e reale, visse in prima persona tutte le guerre di Vandea, che descrive come una rivolta spontanea dei contadini per difendere il loro re e la loro Chiesa.

### Situazione prima dell'insurrezione
La Vandea è un dipartimento della Francia occidentale bagnato dall'Oceano Atlantico. Il dipartimento storico era leggermente più grande di quello attuale, infatti comprendeva alcune parti di dipartimenti limitrofi: il sud della Loira Atlantica, il sud-ovest del Maine e Loira, il nord-ovest delle Deux-Sèvres.
In essa la fede cattolica era particolarmente radicata, soprattutto grazie alla predicazione del sacerdote san Luigi Maria Grignion da Montfort (1673-1716) che promosse in modo particolare il culto mariano e la devozione per il Sacro Cuore di Gesù e Maria, che infatti verrà adottato come simbolo dell'armata vandeana, oltre che della stessa Vandea.

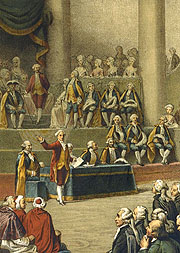
Apertura degli Stati Generali a Versailles nel 1789

Nel novembre 1789, l'Assemblea nazionale costituente confiscò i beni ecclesiastici, trasformandoli in beni nazionali, per garantire l'emissione di assegnati. Questa decisione privò il clero dei mezzi finanziari che gli avevano permesso di adempiere ai suoi tradizionali compiti d'assistenza alla popolazione povera. Prima della rivoluzione, infatti, questi beni erano gestiti dal clero che li metteva a disposizione delle comunità contadine o in generale dei cittadini meno abbienti, vendendoli questi passarono a privati che li utilizzarono per scopi personali.
Il 12 luglio 1790, l'Assemblea approvò la Costituzione civile del clero. Le diocesi vennero ridotte da 130 a 83, facendole coincidere con i dipartimenti, parroci e vescovi divennero a tutti gli effetti funzionari pubblici stipendiati dallo stato e, in quanto tali, tenuti a prestare giuramento alla costituzione. Il decreto d'attuazione, approvato il 27 novembre e firmato dal Re sotto coercizione il 26 dicembre 1790, diede agli ecclesiastici che esercitavano funzioni pubbliche due mesi di tempo per giurare fedeltà alla costituzione.
La Costituzione civile del clero e il giuramento furono rifiutati da molti ecclesiastici, detti per questo "refrattari", che vi vedevano una deviazione dalla fede cattolica. Un terzo dei membri ecclesiastici dell'Assemblea Costituente accettò di prestare giuramento nel gennaio 1791. In tutto il paese giurarono solo sette vescovi e circa la metà dei parroci francesi. Il 10 marzo 1791 papa Pio VI si pronunciò contro la costituzione civile con l'enciclica Quod aliquandum e il mese successivo, con l'enciclica Charitas quae, sospese a divinis tutti i sacerdoti e vescovi "costituzionali" (ossia coloro che avevano giurato fedeltà alla costituzione) e tutti quei vescovi consacrati dagli stessi.
Talleyrand, che dei primi sette "vescovi giurati", era stato il principale sostenitore della Costituzione civile del clero e che aveva ordinato i primi due vescovi "costituzionali" (i cosiddetti "talleyrandistes"), venne quindi scomunicato e dimesso dallo stato clericale.
Dato che i contadini continuarono a seguire il clero "refrattario", si creò una profonda spaccatura tra "refrattari" e "costituzionali". Si sviluppò anche un notevole malcontento tra i contadini, che non vedevano tangibili miglioramenti della loro situazione a seguito degli eventi rivoluzionari. Nelle campagne dell'Ovest, il clero si era in grande maggioranza schierato su posizioni refrattarie. Nel maggio 1791, l'Assemblea costituente emanò un decreto sulla libertà di culto autorizzando anche quello "refrattario", ma ciò finì per scontentare tutti e le posizioni s'inasprirono.
L'applicazione pratica della Costituzione civile del clero (nel luglio 1791) provocò una moltitudine di atti di resistenza tra la popolazione, che spesso ricorse alla violenza fisica. Nel gennaio 1791 a Saint-Christophe-du-Ligneron (nei pressi di Machecoul), nei disordini intervenne la guardia nazionale, provocando i primi morti in Vandea, anche se la situazione non degenerò.
In questo contesto, l'Assemblea legislativa approvò, nel novembre 1791 e il 27 maggio 1792, due decreti repressivi nei confronti dei preti refrattari. Nel primo si proibì l'esercizio del proprio ministero, nel secondo venne prevista la deportazione dalla Francia di qualsiasi sacerdote refrattario, purché fosse supportata dalla domanda di almeno venti cittadini. Obbligati a nascondersi per evitare la deportazione nella Guyana francese, molti preti refrattari celebrarono Messe clandestine, protetti dalla popolazione. Nonostante questi provvedimenti, il clero costituzionale non riuscì a imporsi nell'Ovest, complessivamente il 75% degli ecclesiastici della regione rifiutò il giuramento.
Diversi nobili vandeani, molto legati alla monarchia, parteciparono alla difesa del Palazzo delle Tuileries durante l'assalto che si concluse con l'arresto dei reali (12 e 13 agosto 1792).
Il 21 settembre 1792 venne proclamata la repubblica. Il deposto Luigi XVI cominciò a entrare in rapporto con l'Austria nella speranza di poter tornare sul trono grazie a una guerra che sfruttasse il momento di debolezza della Francia. Scoperto, venne ghigliottinato il 21 gennaio 1793.
Inoltre tra il 2 e il 6 settembre 1792, a Parigi vennero giustiziati più di mille detenuti, in quanto presunti sostenitori del re, con lo scopo di scoraggiare quei tentativi di insurrezione che in Vandea si verificavano già da un mese. Nei massacri di settembre moriranno anche 3 vescovi, 127 preti diocesani, 55 religiosi e 5 laici, che verranno proclamati beati martiri da Pio XI nel 1926.
Dopo questi avvenimenti, i vandeani cominciarono a diffidare dell'Assemblea Costituente. Invieranno a Parigi diversi "cahiers de doléances" che non verranno presi in considerazione. Nei "cahiers" emergeva un attacco alla società dell'epoca e un certo attaccamento a re Luigi XVI, da poco deposto. Oltre a questo venivano aggiunti altri argomenti riguardanti problemi locali e altri argomenti di ordine generale come la garanzia della libertà individuale, l'aumento delle scuole nelle campagne, l'accesso dei cittadini a tutti gli impieghi.

In politica estera, nell'aprile del 1792, la Francia dichiarò guerra all'Ungheria e alla Boemia, che in quel periodo facevano parte dell'Impero austriaco, e prima della primavera del 1793 entrò in guerra anche con la Prussia, la Gran Bretagna e l'Olanda. L'esercito francese, ancora disorganizzato, subì diverse sconfitte e si temette per un'invasione. La Convenzione nazionale fu quindi costretta a emanare una legge che prevedeva la leva obbligatoria per 300 000 uomini per la fine del febbraio 1793. Questo provvedimento causò l'insurrezione nella cosiddetta Vendée Militaire (Vandea Militare), quel territorio cioè di circa 10000 km², di cui facevano parte il dipartimento della Vandea e altri dipartimenti confinanti del Nord-Ovest della Francia (Maine e Loira, Deux-Sèvres e Loira Atlantica).
Già nell'agosto 1792 fu occupata Châtillon-sur-Sévre, ma passeranno alcuni mesi prima dell'inizio della guerra vera e propria e della creazione dell'Esercito cattolico e reale, avvenuta ufficialmente nell'aprile 1793. Oltre alla "Vandea Militare", anche in altri dipartimenti francesi si ebbero insurrezioni (Lione, Tolone), ma di fatto esse sfociarono al massimo in schermaglie o battaglie locali non certo paragonabili all'insurrezione vandeana, a parte l'Assedio di Lione.
Il successo della guerra di Vandea fu dovuto al fatto che a insorgere fu il popolo, che sceglieva i propri comandanti tra gli stessi contadini (come nel caso di Jacques Cathelineau), come pure tra la nobiltà esiliata, a volte costringendoli con la forza. Le altre insurrezioni furono invece piuttosto improvvisate e organizzate da nobili, più interessati a riconquistare le proprie terre che a ripristinare la monarchia. Per questo motivo, spesso, venivano abbandonati dai propri uomini che combattevano solo dietro compenso, tanto che l'esercito repubblicano non ebbe difficoltà a sopprimere queste rivolte.

## Prima guerra di Vandea

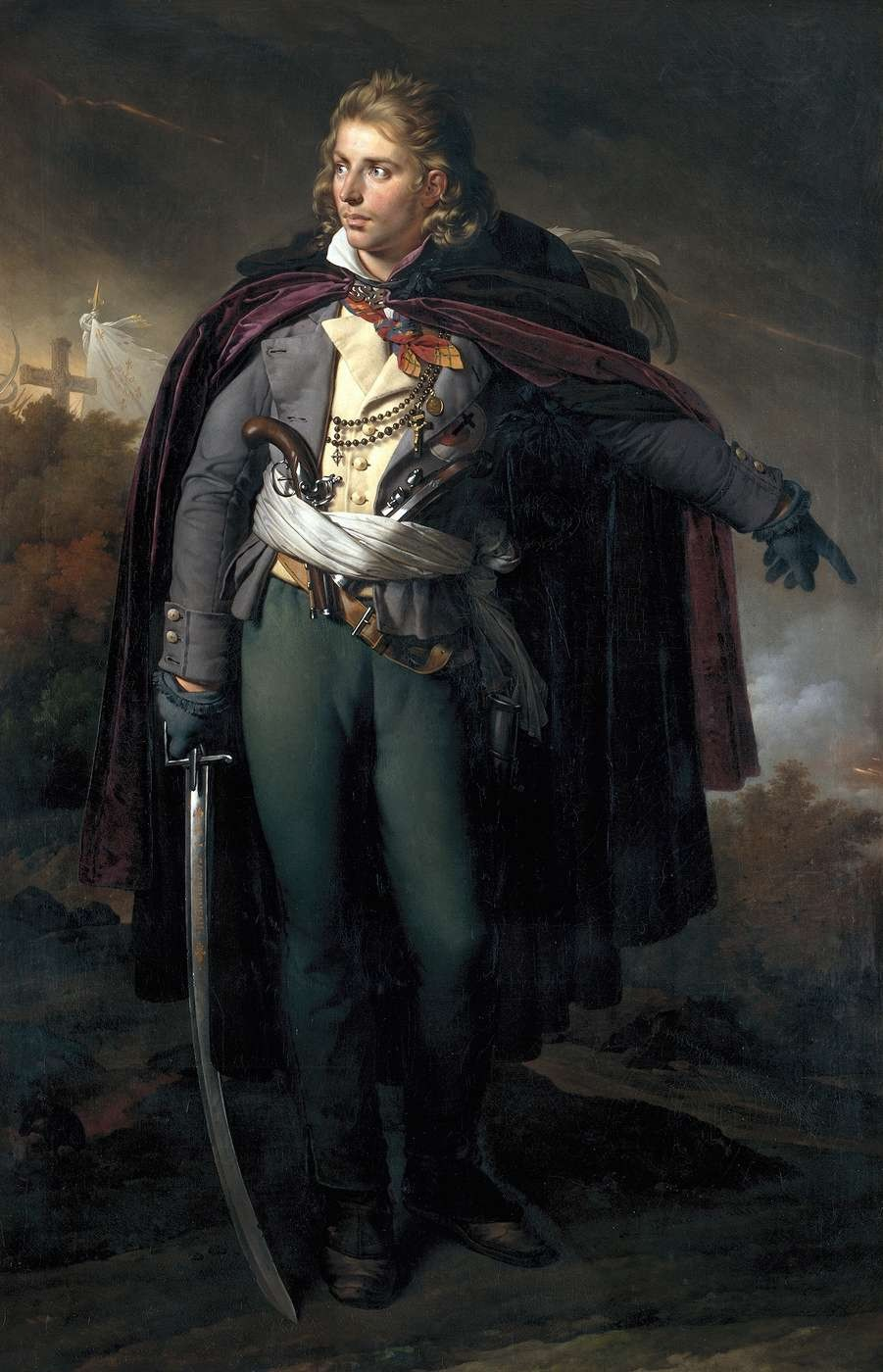
Jacques Cathelineau

### Prime fasi
Nel marzo 1793, dopo che venne promulgata la legge che prevedeva la leva obbligatoria per 300 000 uomini, i vandeani si trovarono di fronte alla scelta di combattere per una nazione che ritenevano non li rappresentasse più o di riprendere e ampliare l'insurrezione iniziatasi qualche mese prima. Inoltre avevano dalla loro il fatto che nella nuova versione della Dichiarazione dei diritti dell'uomo e del cittadino, pubblicata nel 1793 assieme alla Costituzione, l'articolo 35 prevedeva che:
(Dichiarazione dei diritti dell'uomo e del cittadino)
La politica di scristianizzazione unita alla leva obbligatoria fu la scintilla dell'insurrezione monarchica.
Nella prima settimana di marzo cominciarono le prime rivolte in Bretagna e in altri comuni della "Vandea Militare", dove ogni città insorgeva spontaneamente senza che vi fosse alcun tipo di organizzazione.

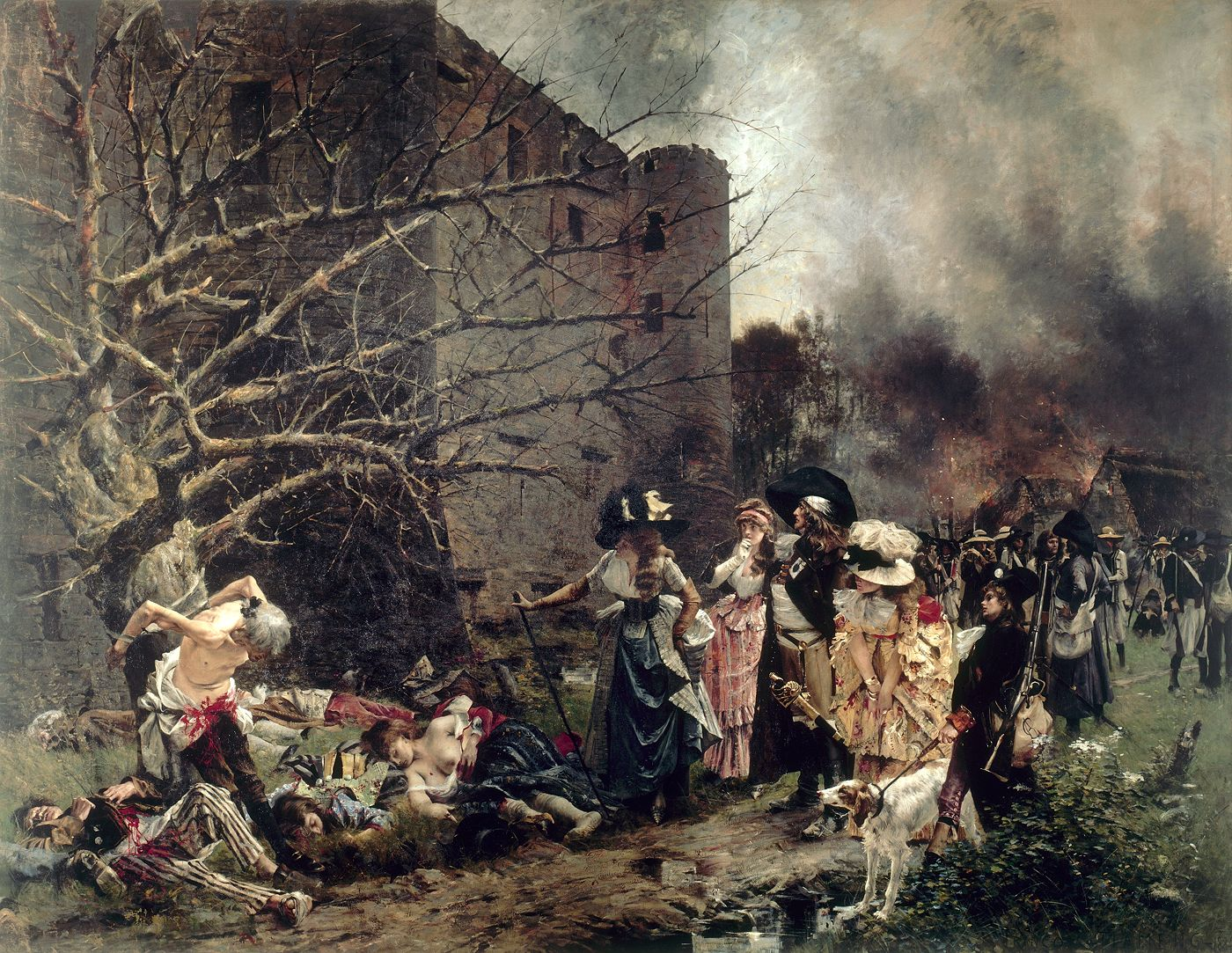
Il massacro dei repubblicani a Machecoul

L'11 marzo il sindaco di Machecoul per fermare l'insurrezione ordinò l'esecuzione sommaria di 500 insorti. Dopo questo avvenimento, i vandeani decisero di eleggere un capo e di organizzarsi. Scelsero come primo comandante Jacques Cathelineau, che fu uno dei pochi capi vandeani di estrazione contadina, quindi tornati a Machecoul la occuparono, uccidendo per rappresaglia quasi tutti i repubblicani presenti (150 su 200) per vendicare i vandeani giustiziati.

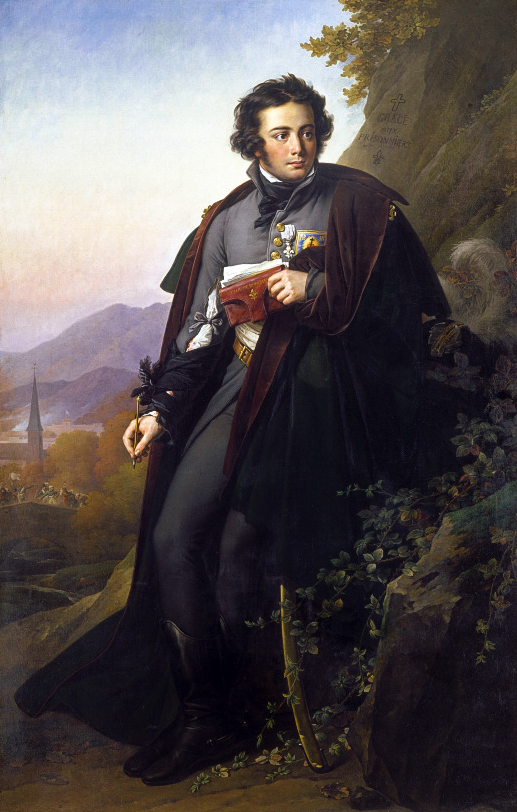
Charles Melchior Artus de Bonchamps

Il 12 marzo, la guardia nazionale caricò gli insorti a Paimbœuf che era minacciata da contadini venuti da 32 comuni vicini e il nobile che li comandava fu catturato e ghigliottinato a Nantes; lo stesso giorno, però, riuscirono a occupare Savenay. Nel frattempo, più a nord, 600 contadini si riunirono e presero il possesso di Saint-Florent-le-Vieil, mettendo in fuga i 500 uomini della Guardia Nazionale che gli si opposero. Nello stesso 12 marzo insorsero anche Tiffauges, Saint-Fulgent, Beaupréau e Montaigu.
Il giorno dopo, il marchese Bonchamps venne scelto come generale e raggiunse Cathelineau a Saint-Florent-le-Viel, che nel frattempo stava raccogliendo gli insorti della città in una parrocchia: il parroco, che era "refrattario", benedisse gli uomini di Cathelineau e fece abbattere la bandiera tricolore che sventolava sulla chiesa. Lo stesso giorno, Cathelineau occupò Jallais, protetta da 150 uomini della Guardia Nazionale e da un vecchio cannone.
Il 14 marzo, Cathelineau si unì agli uomini di Jean Nicolas Stofflet, ex caporale dell'esercito del re e in quel momento guardiacaccia di un castello a Maulévrier. Con un esercito di 15 000 uomini attaccò Cholet, una città di circa 7 000 abitanti, difesa da 500 guardie nazionali, 80 cavalieri e una decina di cannoni. Durante lo scontro, morirono 300 repubblicani e una quarantina di vandeani.
In cinque giorni, gli insorti occuparono la metà meridionale del dipartimento del Maine e Loira, quella zona chiamata Mauges. Sull'altra riva della Loira, la Guardia Nazionale riusciva a prevalere sui vandeani, tanto da far prigionieri una trentina di persone, di cui venti vennero poi ghigliottinati ad Angers.
Nel dipartimento della Vandea, gli insorti cacciarono la Guardia Nazionale di Palluau, tra il 12 e il 14 marzo, e occuparono la zona della cosiddetta "Marais Breton" (in italiano "Palude bretone"). Nell'entroterra, nella zona chiamata Bocage, occuparono la maggior parte delle piccole città. Il giorno dopo, la Guardia Nazionale del capoluogo della Vandea, Fontenay-le-Comte, cadde vittima di un'imboscata ma riuscì a resistere e la città non fu occupata.
Il 17 marzo, fu occupata l'isola di Noirmoutier e il 19 marzo la Convenzione incaricò il generale Louis de Marcé di reprimere la ribellione: con una colonna di 2 300 fanti, 100 cavalieri e 8 cannoni cercò di attraversare la zona insorta da La Rochelle a Nantes, ma la sua marcia fu bloccata da un'imboscata del generale vandeano Charles Augustin de Royrand a Pont-Charault, i repubblicani dovettero così ripiegare a La Rochelle. Al suo arrivo, Marcé fu arrestato, perché si pensò che la sconfitta fosse dovuta a una presunta complicità con i vandeani, per questo motivo verrà ghigliottinato nell'inverno del 1793. Con questa sconfitta la capacità offensiva delle forze repubblicane nell'Ovest venne così annientata.
Il 22 marzo a Chalonnes-sur-Loire il sindaco e alcuni ufficiali della guardia nazionale si arresero, e gli uomini della Guardia Nazionale ripiegarono verso Angers gettando i propri cannoni nella Loira. Nello stesso giorno i vandeani presero Pornic senza combattere, ma la sera vennero attaccati di sorpresa dai repubblicani e abbandonarono la città, che poi riusciranno a rioccupare il 27 marzo.

### La "Vandea Militare"

#### L'Esercito cattolico e reale

Carta della Vandea Militare

A fine marzo agli eserciti di Cathelineau, Bonchamps e Stofflet, si aggiunse François Athanase Charette de La Contrie che aveva guidato gli insorti della Loira Atlantica, Maurice-Louis-Joseph Gigot d'Elbée, Louis Marie de Lescure e il suo giovane cugino Henri de La Rochejaquelein combatterono insieme nel Maine e Loira e il Principe di Talmont, che già aveva preso parte alle insurrezioni avvenute qualche settimana prima in Bretagna e nel Maine e Loira.

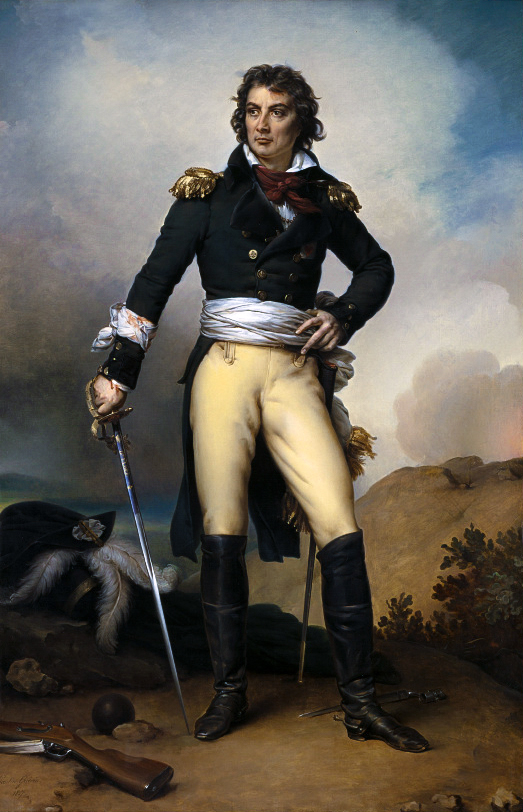
Maurice-Louis-Joseph Gigot d'Elbée

In quel momento l'esercito vandeano arrivò a contare più di 35 000 uomini.
Il 4 aprile tutti i capi vandeani si riunirono a Chemillé dove decisero di organizzare i loro eserciti, formando così l'Esercito cattolico e reale, aumentando notevolmente il numero di uomini al loro seguito. I capi vandeani continuarono a comandare le truppe, consultandosi tra loro quando necessario, ma solo dopo il maggio 1793 preferirono eleggere un generale con poteri su tutta l'armata. A volte i capi vandeani litigavano sulla tattica militare da seguire e questo causò loro molte perdite sia in fatto di uomini sia dal punto di vista strategico. Per ovviare al problema, elessero quindi un comandante in capo, che chiamarono "generalissimo", con il compito di tenere uniti tutti gli eserciti con i loro rispettivi comandanti, anche se per progettare le future azioni dell'armata vandeana continuarono a riunirsi in consiglio.
Come primo generalissimo dell'Esercito cattolico e reale fu scelto Cathelineau, che era tra i pochi a non provenire da una famiglia nobile, era l'unico a non essere stato addestrato all'arte militare e non aveva combattuto altre guerre prima di allora. Tuttavia, era stato il primo a guidare l'insurrezione e per questo ebbe per primo tale grado.
Secondo i rivoluzionari lo scopo di questo nuovo esercito era quello di marciare su Parigi per mettere sul trono Luigi XVII con la reggenza della madre Maria Antonietta.
La Convenzione inviò i rappresentanti in missione e i militari per poter affrontare l'esercito cattolico.

#### Organizzazione

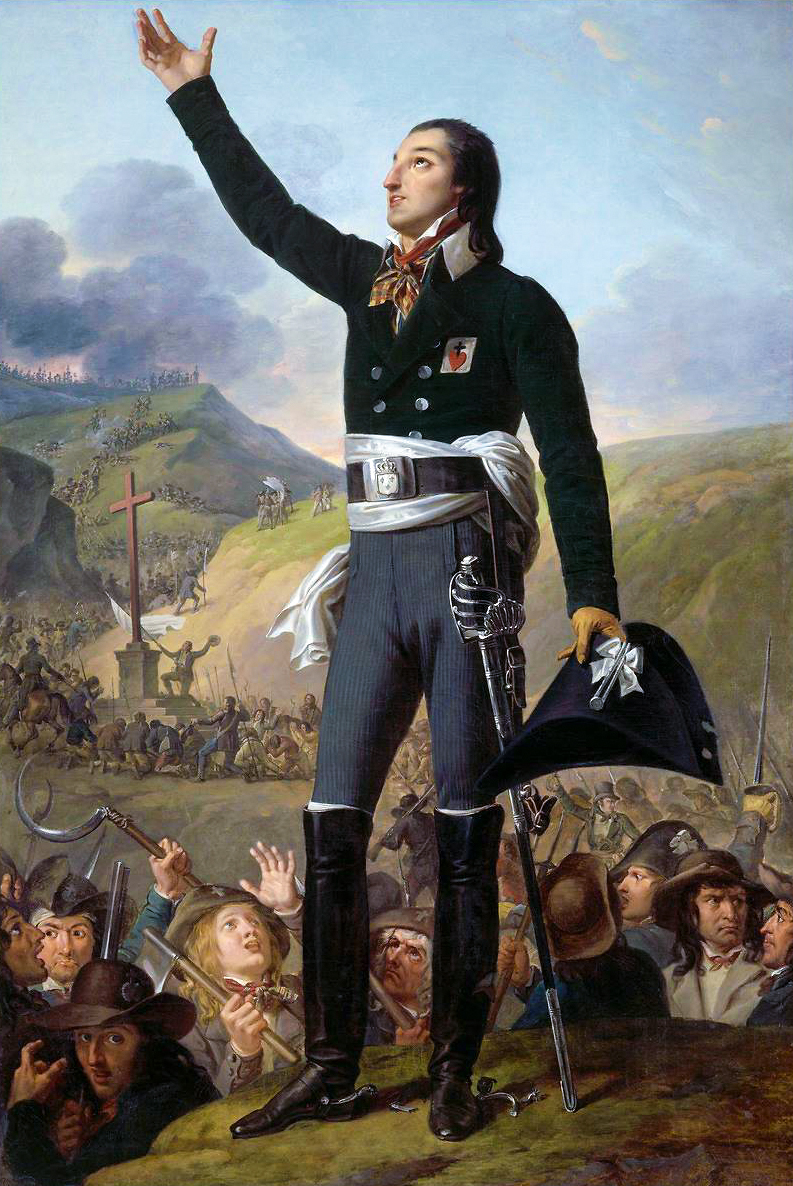
Louis Marie de Lescure

Tra la fine di marzo e gli inizi di aprile vennero così delineati i confini della "Vandea Militare" (Vendée Militare): il dipartimento della Vandea, la metà meridionale della Loira Atlantica e il dipartimento del Maine e Loira.
Il nord-ovest del dipartimento delle Deux-Sèvres verrà occupato nel maggio 1793.

Stemma dell'armata vandeana. Il motto recitava: Dieu le Roi, in francese "Dio [è] il Re".

L'esercito insorto è poco centralizzato, mal equipaggiato (tre uomini su quattro non avevano fucili prima dell'attacco di Chalonnes e la maggior parte delle armi e munizioni era sottratta ai soldati repubblicani morti) e in parte non permanente: alcuni contadini infatti tornavano nelle loro terre appena potevano dopo i combattimenti. La popolazione insorta era divisa in tre gruppi: i primi due erano costituiti dagli uomini abili al combattimento (dai 13 anni in su), il terzo invece era costituito dai "non combattenti" cioè vecchi, donne e bambini (sotto i 13 anni).
Il primo gruppo si occupava della difesa del territorio e la protezione dei non combattenti, in caso di attacco repubblicano, infatti, faceva disperdere la popolazione nelle campagne e copriva la loro "ritirata", preparando per rallentare l'avanzata repubblicana trappole come carri rotti, alberi abbattuti e simili, e si muoveva sfruttando le protezioni naturali offerte dalla Loira e dai boschi vicini. Il secondo gruppo invece era l'esercito vero e proprio che si spostava negli altri comuni per conquistarli o per aiutare quelle città già insorte a sconfiggere la Guardia Nazionale o l'esercito repubblicano, qualora fosse intervenuto. Infine il terzo gruppo, cioè i non combattenti, badava al bestiame e coltivava la terra e, in caso di necessità, prendeva le armi per difendersi.
Non c'era un reclutamento vero e proprio, di solito quando una città insorgeva, la popolazione si riuniva in alcune parrocchie e da lì faceva cominciare la rivolta; quando la città veniva attaccata dall'esterno alla fine della battaglia, il comandante dell'esercito che l'aveva conquistata faceva il giro delle parrocchie della città per raccogliere chi voleva unirsi al suo esercito.
Era in uso un particolare modulo, deciso dai capi vandeani nella riunione di Chemillé: «In nome del Re, noi generali in capo e ufficiali generali dell'armata, ingiungiamo agli abitanti della parrocchia di [nome della città] di recarsi a [luogo del raduno] con le loro armi e vi porteranno del pane. A [luogo] il [data] dell'anno secondo del regno di Luigi XVII».
Gli archivi dipartimentali riportano anche un'altra versione, che, probabilmente, era la prima versione usata prima dell'emanazione del modulo ufficiale formulato a Chemillé: «Nel nome santo di Dio e per il re, la parrocchia è invitata a inviare il maggior numero di uomini possibile, nel tal posto, alla tale ora.
Ciascuno dovrà portare dei viveri per tot. giorni».

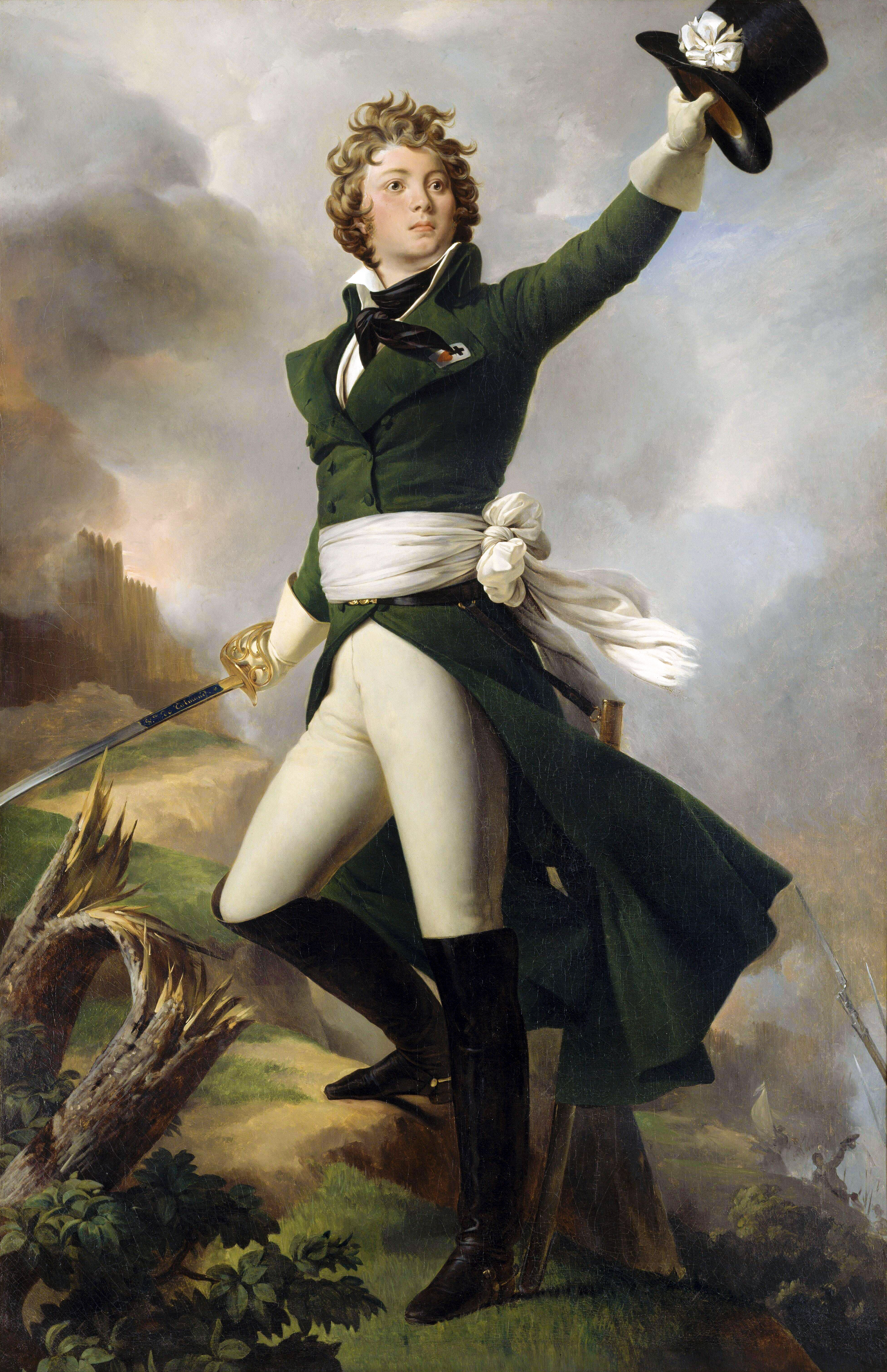
Antoine-Philippe de La Trémoille de Talmont

Tuttavia, nonostante sia un'armata popolare, erano presenti anche soldati di professione: i disertori dell'esercito repubblicano che apportavano la loro esperienza; i soldati in congedo che avevano combattuto per l'esercito del re prima della rivoluzione e ancora in grado di imbracciare un fucile; e gli ufficiali appartenenti alla nobiltà francese che addestrarono le truppe vandeane. Le file vandeane erano ben inquadrate e riuscirono a creare diversi corpi d'armata. Quando, infatti, ottennero un buon numero di fucili, crearono diverse unità di fucilieri a piedi e a cavallo che avanzavano in testa al gruppo, venne anche formato un piccolo corpo di cavalleria d'élite, composto dai alcuni borghesi che si erano equipaggiati a loro spese. Dopo la cattura di cannoni repubblicani lasciati sul campo di battaglia, furono creati anche alcuni corpi di artiglieria.
Il generale Turreau nelle sue memorie riporterà il suo stupore nel vedere tale organizzazione:
«Nessun popolo conosciuto, per quanto guerriero e stratega sia, trae un così grande profitto dalle armi da fuoco, quanto il cacciatore di Le Loroux e il bracconiere del Bocage».
Dopo la riunione di Chemillé si erano organizzati in tre eserciti: l'esercito di Anjou, a est del fiume Sèvre Nantaise composto da 40 000 uomini; l'esercito del centro, nel cuore della Vandea, composto da 10 000 uomini; l'esercito della Marais Breton, situato tra la Sèvre Nantaise e l'Oceano Atlantico, composto da 15 000 uomini.
Si definì anche la gerarchia militare, oltre al "generalissimo" c'erano un comandante in seconda, i generali, i comandanti di divisione, i sottocapi di divisione e i maggiori generali; oltre a questi vennero assegnati altri ruoli specifici a cui non corrispondeva un grado militare: c'erano un governatore dei paesi conquistati, un tesoriere, uno che si occupava delle comunicazioni con la popolazione, uno che coordinava gli attacchi, uno che si occupava degli approvvigionamenti, un comandante di cavalleria, artiglieria pesante e di artiglieria leggera, ecc.
Si organizzarono anche dal punto di vista sanitario, portando in battaglia dei medici per curare i feriti sul posto, mentre i più gravi venivano portati a Saint-Laurent-sur-Sèvre per essere curati nell'ospedale che faceva parte del convento delle Figlie della Sapienza: vi venivano curati sia i feriti vandeani sia quelli repubblicani.
L'armata "popolare" trovava un sostegno, tanto a livello logistico quanto militare. Famosi erano ad esempio i "mulini della Vandea" la cui posizione delle pale serviva a prevenire i movimenti delle truppe repubblicane: se le pale erano a forma di croce decussata significava "tutto tranquillo"; se le pale erano perpendicolari all'asse del mulino, significava "prepararsi a combattere"; se una pala si trovava sul lato sinistro della porta, significava "pericolo imminente"; se era sul lato destro, significava "scampato pericolo".
L'esercito repubblicano dopo diverso tempo riuscì a scoprire questo "codice" e da allora prese a distruggere qualunque mulino a vento venisse avvistato.
La strategia dei combattimenti si basava prevalentemente su brevi schermaglie: tattica che si rivelava molto vantaggiosa per via del cosiddetto Bocage, una zona ricca di piccoli boschi, terreni coltivati, paludi e altre barriere naturali. Era quindi un particolare terreno accidentato che facilitava le imboscate e impediva i movimenti delle grandi unità dell'esercito repubblicano, ma non per questo mancarono gli scontri su campo aperto.

### Battaglie dell'Esercito cattolico e reale

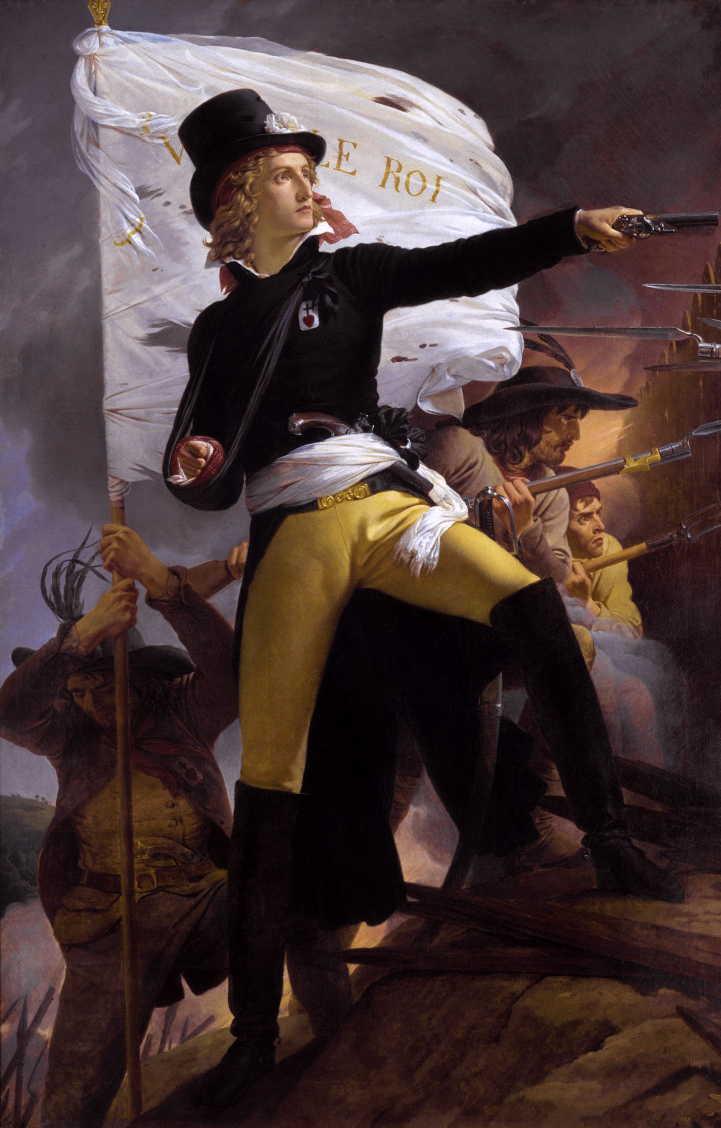
Henri de La Rochejaquelein

Il 3 maggio, i vandeani guidati da Bonchamps e La Rochejaquelein presero Bressuire e il giorno dopo anche Thouars.
Nei giorni successivi l'armata vandeana cercherà di conquistare la capitale della Vandea, Fontenay-le-Comte: il 16 maggio fece un primo tentativo ma l'esercito del centro, guidato da La Rochejaquelein, Lescure, d'Elbée, Cathelineau, Stofflet e Bonchamps, venne respinto nonostante la superiorità numerica, perdendo gran parte dei cannoni; tornerà all'attacco il 25 maggio e riuscirà a sconfiggere i 6 000 uomini del generale Alexis Chalbos, la metà dei quali venne fatta prigioniera, mentre i restanti si diedero alla fuga.
La settimana seguente, i capi dell'esercito del centro e del Mauges decisero di attaccare Saumur; un distaccamento di 1 500 repubblicani venne sconfitto a Vihiers il 6 giugno; l'8 giugno, rinforzi repubblicani diretti a Thouars vennero dispersi a Montreuil-Bellay; e infine, il 10 giugno, occuparono Saumur con circa 15 000 fanti e più di 60 cannoni.

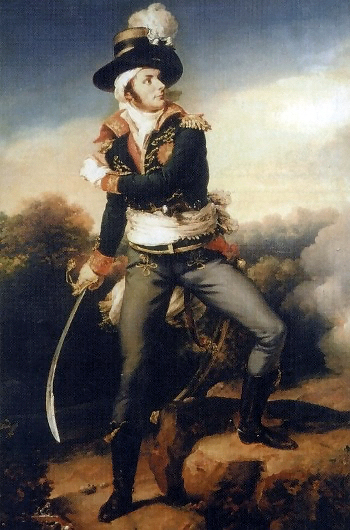
François Athanase Charette de La Contrie

Due giorni prima, il 10 giugno, Charette, che finì per imporsi sulle altre bande nella Marais Breton, dopo numerosi fallimenti in aprile, occupò Machecoul, difesa da 1 300 uomini, alla testa di circa 15 000 uomini; i repubblicani lasciarono sul campo di battaglia 200 morti e una decina di cannoni. Questo successo aprì la strada per Nantes.
Nel frattempo, l'esercito di Lescure partì da Saumur e il 18 giugno prese Angers, abbandonata dai 5 000 uomini della guarnigione che la presidiavano e alla fine della battaglia vi fece celebrare una Messa. Charette allora gli scrisse per proporgli di unirsi a lui per attaccare Nantes, ma senza neanche attendere la risposta, avanzò verso la città con 20 000 uomini.
A Nantes, nonostante la divisione tra il popolo (montagnardi) e la borghesia (girondini), gli abitanti si rifiutarono di evacuare la città come aveva loro ordinato Charette prima dello scontro; ma, anzi, organizzarono una sorta di resistenza che raccolse tutti i cannoni e tutte le barche disponibili (Nantes è attraversata dal fiume Erdre e dal Sèvre Nantaise) per un'eventuale fuga.
La città era difesa dagli uomini del generale Canclaux, capo dell'esercito delle coste di Brest, che riunì 3 000 uomini tra fanti e cavalieri, ai quali si aggiunsero 2 000 volontari, 5 000 guardie nazionali e 2 000 operai usati per la riparazione delle armi, per un totale di 12 000 uomini contro i 15 000 di Charette che stazionava sulla riva sinistra della Loira e i 18 000 di Lescure sulla riva destra che poi non arrivarono.
Nonostante la netta superiorità numerica, la battaglia scoppiata il 28 e il 29 giugno fu la prima importante sconfitta dell'armata vandeana: a Nantes infatti stavano arrivando i rinforzi per l'esercito repubblicano, ma prima di giungere in città vennero tutti intercettati dalle truppe di Bonchamps, d'Elbée e Cathelineau, che a loro volta stavano andando in soccorso di Charette. Nonostante tutte le colonne repubblicane fossero completamente sconfitte o messe in rotta, i capi vandeani arrivarono in momenti diversi e a causa di questa perdita di tempo, l'esercito di Canclaux riuscì a far ritirare Charette dalla città; inoltre a decidere le sorti della battaglia influì anche la morte di Cathelineau, che fu raggiunto da un proiettile vagante. Ciò portò scompiglio nell'esercito vandeano, che abbandonò rapidamente la città. Venne eletto come nuovo generalissimo Maurice d'Elbée.
Nei giorni seguenti Biron, generale dell'esercito delle coste de La Rochelle, ordinò a Westermann di condurre una spedizione nel cuore della "Vandea Militare": alla testa di 4 000 uomini riconquistò Parthenay, il 30 giugno, e Châtillon-sur-Sèvre, il 3 luglio. I 10 000 vandeani incaricati della sua difesa nel tentativo di evitare lo scontro, rilasciarono 2 000 prigionieri repubblicani, ma vennero ugualmente attaccati: la città fu poi saccheggiata e i repubblicani poterono impossessarsi degli archivi dei vandeani. Il giorno dopo, 25 000 contadini si riunirono nei dintorni della città e sorpresero Westermann ancora all'interno di Châtillon-sur-Sévre, alla fine dello scontro il generale repubblicano riuscì a scappare con appena 500 uomini, lasciando sul campo 3 000 uomini tra morti e feriti, tutti i suoi cannoni e qualche centinaio di prigionieri. Tuttavia quest'attacco mal condotto impedì ai vandeani di tentare un secondo assalto contro Nantes. Decisero così di ritirarsi e riattraversarono in massa la riva sinistra della Loira per proteggere i loro territori, riconquistando tutte le città occupate da Westermann.

Dopo la sconfitta di Nantes, i vandeani si ritirarono a Luçon, sede vescovile della Vandea e importante centro di approvvigionamento dei repubblicani. Il 10 agosto, fecero un primo tentativo con d'Elbée, ma fallirono; Charette allora arrivò in appoggio ma il 14 agosto vennero attaccati dal generale Tuncq nel luogo in cui sarebbe dovuto avvenire l'incontro tra i due capi vandeani, a Sainte-Hermine poco lontano da Luçon.

La sconfitta dei vandeani tardava ad arrivare, così la Convenzione reagì inviando truppe fresche, i Magontini (Mayençais) (dal nome della guarnigione di Magonza, il reggimento che era stato sconfitto nell'assedio di Magonza), comandato da Jean-Baptiste Kléber. Arrivati a Nantes tra il 6 e l'8 settembre, passarono sotto il comando di Canclaux, capo dell'esercito dell'Ovest fino al 1º ottobre 1793.

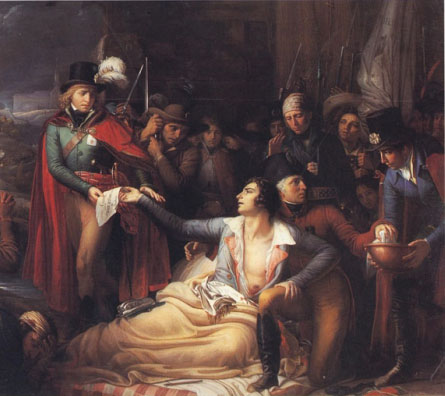
La morte di Bonchamps

Il 18 settembre tutti i capi vandeani con i loro eserciti si riunirono nelle campagne attorno a Torfou e si scontrarono con i Magontini di Klèber e gli uomini di Canclaux: per la prima volta dall'inizio della guerra, i vandeani ebbero a combattere contro un vero e proprio esercito di truppe regolari, in campo aperto. Inizialmente le truppe repubblicane furono in vantaggio, si volsero contro l'esercito di Charette che era il più avanzato e riuscirono facilmente ad accerchiarlo e a farlo ritirare verso Tiffauges ma all'arrivo di tutti gli altri generali vandeani la situazione si ribaltò: Lescure con un gruppetto di uomini caricò i Magontini, che non aspettandosi un attacco simile vennero presi dal panico e cominciarono a ritirarsi. Nonostante Kléber fosse rimasto ferito, non volle abbandonare i suoi uomini neppure quando le sue truppe erano completamente in rotta.

L'8 ottobre 1793, visto il suo zelo per la causa della monarchia, i principi francesi emigrati invitarono il generale Bouillé a mettersi a capo dei Vandeani: questi lo avevano loro stessi richiesto. Bouillé, nel timore di non avere la superiorità necessaria per dirigere gli sforzi di questi difensori della monarchia e soprattutto per sanare le divisioni che già si vedevano fra di loro, pregò il conte di Provenza di dispensarlo dall'accettare questo comando.
Dinanzi al fallimento del suo piano, Canclaux formò due colonne repubblicane, una a Nantes e l'altra a Niort, che dovevano ricongiungersi a Cholet, occupata da Kléber, che il 17 ottobre con i suoi 10 000 uomini fece fronte a 40 000 vandeani. Dopo una complessa e lunga battaglia in diverse zone della città i vandeani furono messi in fuga e si ricongiunsero a Saint-Florent-le-Vieil dove attraversarono la Loira. Nello scontro morirono migliaia di uomini e Bonchamps e d'Elbée furono gravemente feriti. Bonchamps morirà per le ferite il giorno successivo; prima di morire fece graziare circa 5 000 prigionieri repubblicani che stavano per essere giustiziati per vendetta dai suoi soldati: «Camerati, voi mi avete obbedito finora, questo è l'ultimo ordine della mia vita; in qualità di vostro comandante, vi ordino di perdonare i miei prigionieri. Se l'ordine di un capo che muore non ha più di potere su voi, ve ne prego, in nome dell'umanità, in nome di Dio, per il quale combattete! Camerati, se disprezzate il mio ordine e la mia preghiera, mi farò portare in mezzo ai miei prigionieri e i vostri primi colpi cadranno su di me».

#### LaVirée de Galerne

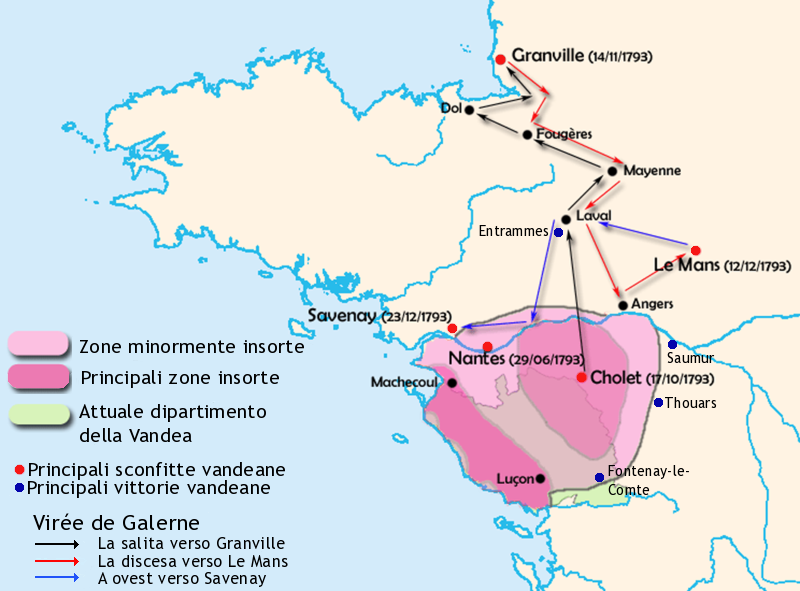
Percorso dei vandeani durante le Virée de Galerne

A causa dei successi dei contro-rivoluzionari, Biron venne sollevato dall'incarico e i generali nobili (Canclaux, Grouchy, Aubert-Dubayet) furono sostituiti, su iniziativa del ministro della guerra Jean Baptiste Bouchotte, dai sanculotti Alexandre Dumas, Jean Antoine Rossignol, Charles Philippe Ronsin, Jean Léchelle, tutti ex militari, ma anche personaggi insoliti, dall'attore di teatro francese Guillaume-Antoine Nourry al produttore di birra Santerre. Alcuni si riveleranno mediocri generali alla testa di un esercito "composito, mal equipaggiato, che spesso si abbandonava a saccheggi e per questo era odiato dalla popolazione".
Il generale Alexandre Dumas, comandante in capo dell'esercito dell'Ovest, arrivò a Nantes in settembre e subito ispezionò le truppe e analizzò la situazione. L'8 ottobre, dopo avere stabilito quanti fossero adatti al combattimento (29 814 su 47 887 totali), denunciò in un rapporto al Comitato di salute pubblica le condizioni della guerra civile e chiese di essere sollevato dal suo incarico:
«Il male è soprattutto nello spirito d'indisciplinatezza e di delinquenza che regna nell'esercito, spirito prodotto con la pratica e nutrito dall'impunità. Questo spirito è portato a tal punto, che oso denunciarvi l'impossibilità di reprimerlo, a meno che non invio gli uomini che sono qui ad altri eserciti e li sostituisco con truppe piegate alla subordinazione [...] vi basterà apprendere che capi sono stati minacciati di essere fucilati dai loro stessi soldati per avere ordinato, su mio ordine, di impedire i saccheggi [...] La Vandea è stata trattata come una città presa d'attacco. Tutto là, è stato distrutto, saccheggiato e bruciato. I soldati non comprendono perché oggi non possono continuare oggi a fare ciò che facevano ieri [...] il mezzo per richiamare nelle file i soldati, l'amore della giustizia e per le buone usanze [...] e le virtù militari sono più necessarie nelle guerre civili che in altre [...] mi sarei spiegato male se da questo mio rapporto emergesse che la Vandea è ancora pericolosa per la repubblica e che minaccia la sua libertà [...] io credo anche che la guerra può essere subito terminata».
E nelle sue memorie aggiunse:
«I vandeani ormai non hanno più bisogno del pretesto della religione e della sovranità per prendere le armi; erano costretti a difendere le loro case, le loro mogli che venivano violentate, e i loro bambini che venivano passati sul filo della spada [...] io ho voluto disciplinare l'esercito, e mettere all'ordine del giorno la giustizia e l'umanità. Gli scellerati, la cui potenza è finita con l'anarchia, lo denunciarono: mi diffamarono quando ho chiesto di fermare questo spargimento di sangue e mi hanno accusato di essere privo di forza».
Le critiche del Dumas saranno accolte dal Comitato di salute pubblica, che gli inviò in rinforzo 15 000 uomini dell'esercito delle coste di Brest e 6 000 uomini dell'esercito delle coste di Cherbourg, sotto il comando del generale Lazare Hoche. Queste truppe si unirono con l'esercito della Mayenne, che in futuro si farà notare per la sua disciplina e il suo coraggio. Gli inviarono anche il commissario Jean-Baptiste Carrier, per completare il ristabilimento dell'ordine.

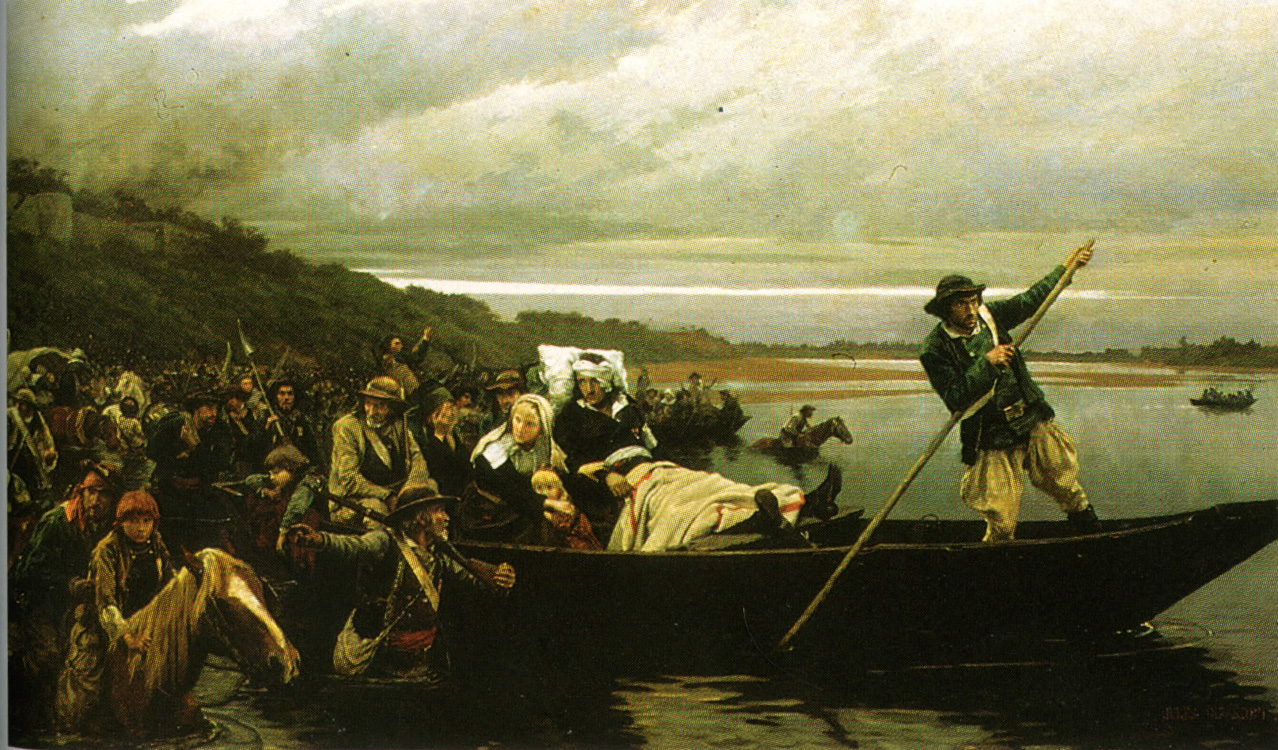
Lescure, ferito, attraversa la Loira

I vandeani decisero allora di attraversare la Loira per rilanciare la sommossa in Bretagna e nel Maine e Loira, in cui sono ancora in corso le Chouannerie, e aiutare i rinforzi britannici a scaricare sulle coste della Manica. In una notte, il 18 ottobre, La Rochejaquelein, eletto nuovo generalissimo, fece attraversare la Loira a tutte le sue truppe, 20 000-30 000 soldati accompagnati da 60 000-100 000 civili. Era l'inizio della "Virée de Galerne".
Percorsero la strada per Granville e poi si diressero verso Laval, mantenendosi lontani dalle guarnigioni locali e dagli uomini della guardia nazionale frettolosamente riuniti dalle autorità.

Senza attendere i rinforzi, Westermann ordinò di attaccare i vandeani in fuga, scoppiò quindi la battaglia di Entrammes, a sud di Laval, il 26 ottobre. Ma sarà un disastro: fece caricare la sua cavalleria contro i vandeani per due volte: al primo attacco verranno respinti, al secondo andranno in rotta, causando il panico tra i 30 000 uomini messi a riposo da Kléber a Château-Gontier; i vandeani continuarono l'attacco ai repubblicani in rotta fino al giorno successivo e prenderanno all'esercito sconfitto 19 cannoni, dei viveri e delle munizioni.

#### Ritorno in Vandea e sconfitta dell'esercito monarchico

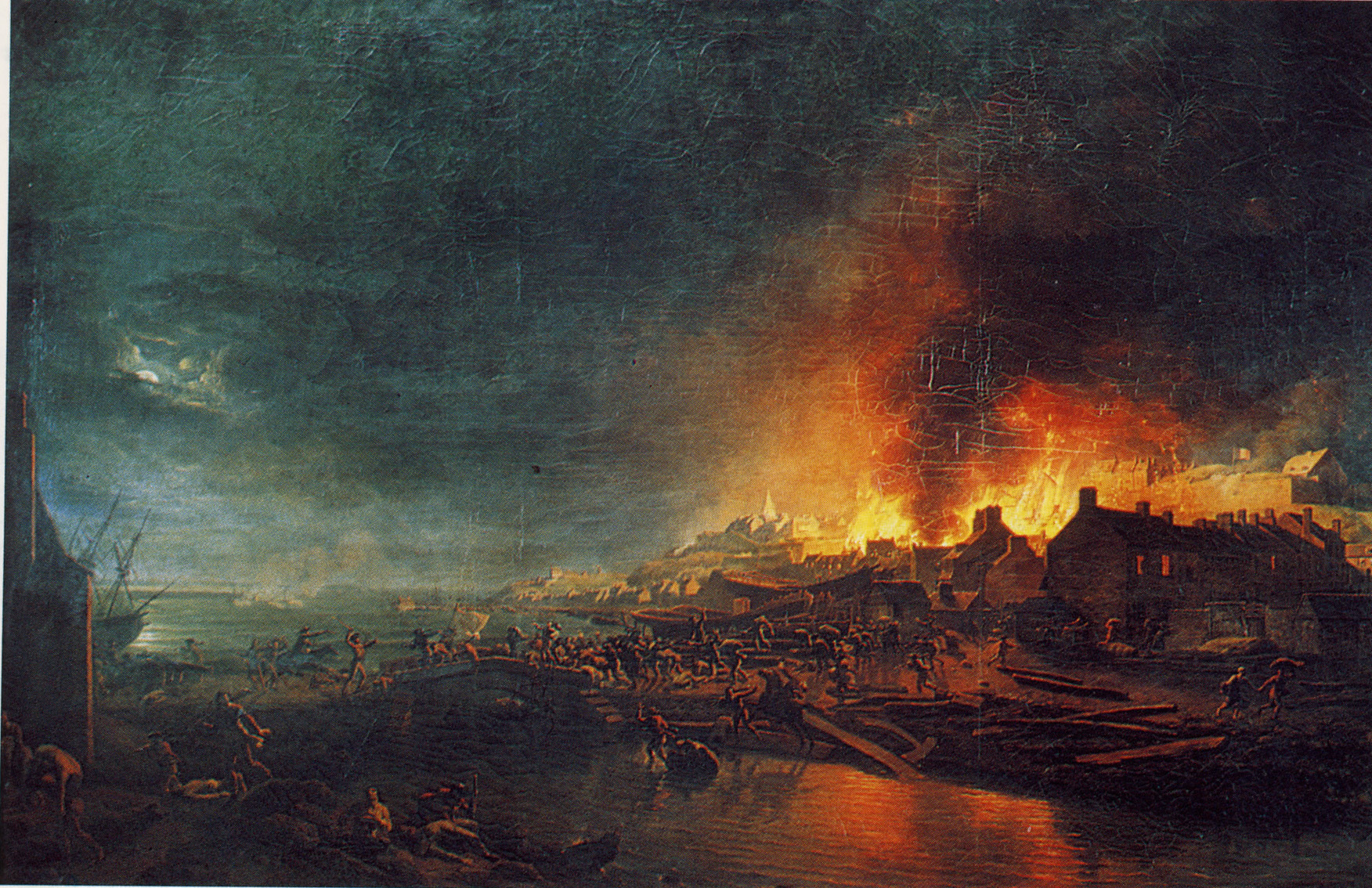
L'incendio di Granville

I repubblicani sottovalutarono il loro avversario che, nonostante debole e in fuga, riuscì a conquistare Fougères il 3 novembre; le notizie di queste vittorie spettacolari si diffusero rapidamente e si aggiunsero centinaia di volontari da Ille-et-Vilaine e da Morbihan. Inoltre, nella città erano presenti diverse centinaia di prigionieri vandeani condannati a morte che si unirono all'esercito di La Rochejaquelein.
Il giorno successivo, il 4 novembre, a La Pellerine a pochi chilometri da Fougères, morì Lescure in seguito alle ferite riportate nella battaglia di Cholet. Morì nella carrozza che seguiva l'esercito di La Rochejaquelein dalla Virée de Galerne per arrivare in una città che gli fornisse adeguate cure mediche. Tuttavia, nella seconda metà di novembre, i repubblicani tornarono con un esercito più numeroso del precedente e costrinsero i vandeani a una rapida ritirata.
Nei giorni seguenti l'esercito arrivato a Fougères, perquisì tutte le case della città massacrando chiunque non era riuscito a fuggire il giorno della battaglia. Non venne risparmiato neanche l'ospedale della città e i malati che conteneva, molti dei quali non erano vandeani. Secondo quanto prevedeva un decreto della Convenzione: «Qualsiasi città della Repubblica che cadrà in mano ai briganti o che darà loro aiuto, sarà punita come città ribelle. Di conseguenza, sarà incendiata e i beni degli abitanti saranno confiscati a profitto della Repubblica», Fougères doveva essere incendiata per essere caduta in mano vandeana il giorno precedente, ma i danni causati dall'esercito repubblicano erano tali che la città aveva già ottenuto la sua "punizione".

Il 9 novembre l'esercito di La Rochejaquelein, che in quei giorni aveva ricevuto 6 000 volontari si diresse verso Granville, con l'intento di occuparla per poter utilizzare il suo porto e permettere lo sbarco delle navi britanniche corse in loro aiuto. Al loro arrivo non trovarono però nessuna nave inglese e solo durante la battaglia si seppe che la flotta si trovava ancora a Jersey.
In realtà, il piano originale prevedeva di attaccare Saint-Malo che però era meglio difesa di Granville. Per questo si preferì attaccare quest'ultima, ma senza pezzi d'assedio non si riuscì a condurre un'azione efficace. Venuti a conoscenza dell'imminente sbarco degli inglesi si tentò di prolungare la battaglia il più possibile, ma i repubblicani incendiarono la città e costrinsero i vandeani alla ritirata.

L'esercito di La Rochejaquelein, ormai distrutto psicologicamente e con sempre meno uomini a disposizione, riuscì comunque a sconfiggere i 20 000 uomini di Rossignol a Dol-de-Bretagne e i 4 000 uomini e 10 cannoni del generale Tribout, il 21 novembre.

Quindi si diressero verso Angers. Prendere questa città gli avrebbe permesso di attraversare più velocemente la Loira e di tornare il prima possibile in Vandea. Il 3 novembre i vandeani si lanciarono all'attacco, assediando la città per due giorni, il giorno seguente però furono attaccati alle spalle da due colonne repubblicane che giunsero in aiuto della città, comandate da Bouin de Marigny (cugino del capo vandeano Bernard de Marigny) e i vandeani in preda al panico fuggirono.

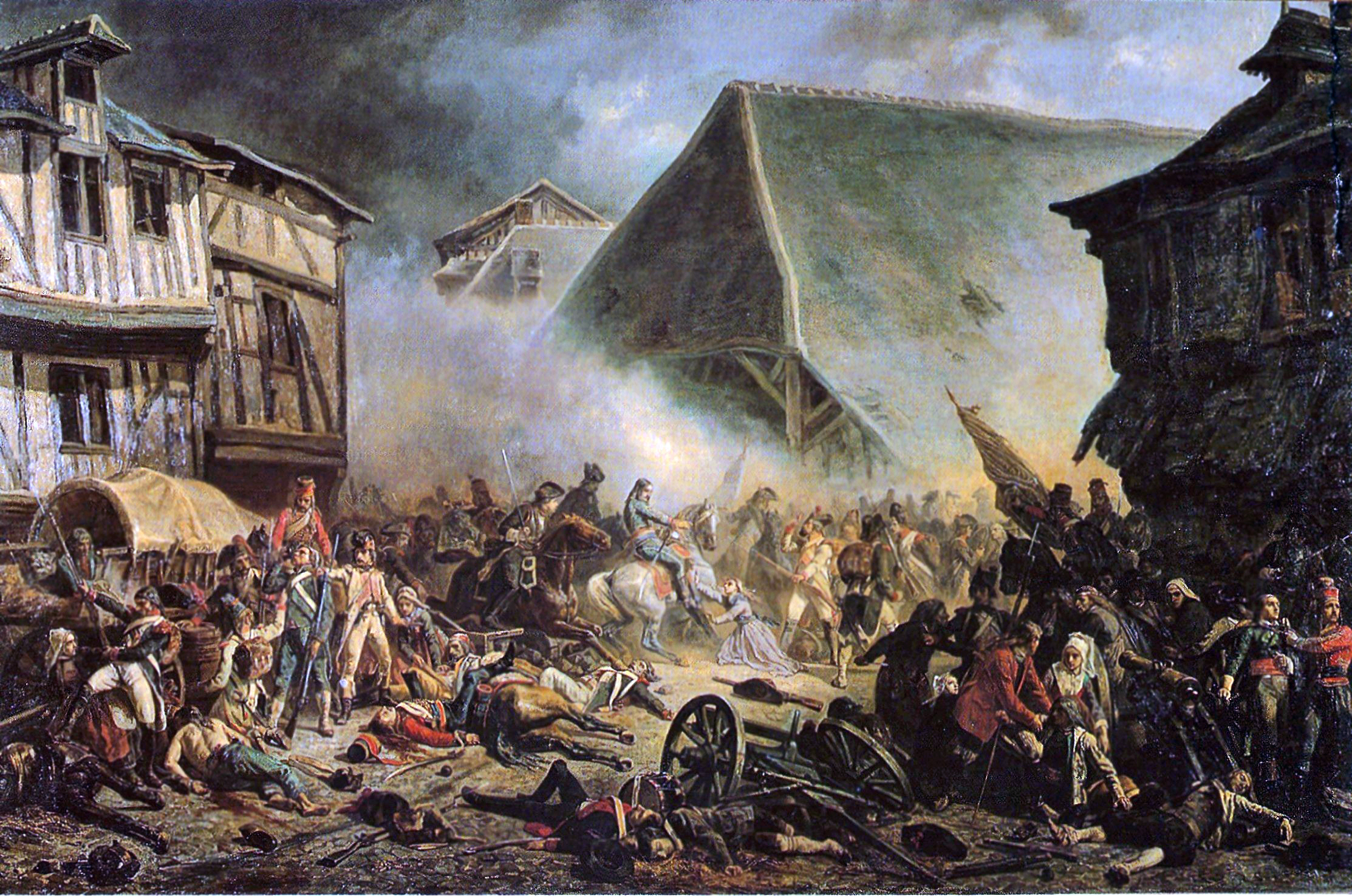
Battaglia di Le Mans

I vandeani, in rotta da Angers, cercarono di prendere Le Mans per ottenere gli approvvigionamenti dei repubblicani per poi ritornare su Blois. Il 10 dicembre entrarono nella città con 30 000-40 000 uomini e si barricarono al suo interno per riposarsi, ma sapevano che la pausa non sarebbe stata molto lunga. Il 13 dicembre, si presentò un grande esercito repubblicano comandato da François-Joseph Westermann, che accerchiò la città e, dopo un'iniziale resistenza, entrò in città massacrando tutti i vandeani presenti, compresi i feriti, le donne e i bambini.
I vandeani superstiti si diressero verso Laval, che attraversavano per la terza volta, e finalmente arrivarono sulla riva della Loira. Non tutti peraltro riuscirono ad attraversarla a causa dell'assenza di imbarcazioni, inoltre i repubblicani erano molto vicini e bloccarono il passaggio a nord. Così solo in 4 000 riuscirono ad attraversare il fiume, compreso La Rochejaquelein e Stofflet; il resto dell'esercito dovette dirigersi più a sud verso Savenay, per tentare di trovare un altro passaggio.

I vandeani comandati da Fleuriot, Lyrot e Marigny, comandante di artiglieria, entrarono a Savenay il 22 dicembre, quasi senza combattere, quindi fecero evacuare la popolazione della città e si barricarono in attesa dello scontro con l'esercito repubblicano che li aveva quasi raggiunti. La battaglia scoppiò il giorno successivo: nonostante l'inferiorità numerica i vandeani furono i primi ad attaccare, cosa che prese di sorpresa i repubblicani e per questo subirono molte perdite, questi però ripresero rapidamente il controllo della situazione e con poca difficoltà costrinsero i vandeani alla ritirata. Inutile fu l'arrivo di Georges Cadoudal, che però aiutò i comandanti vandeani a organizzare la ritirata: sapendo che la gran parte di loro era costituita da donne e bambini, cercarono di ritirarsi lentamente per coprire la loro fuga e con i pochi cannoni rimasti rallentarono il più possibile i repubblicani che li inseguivano.
Durante la ritirata Lyrot verrà ucciso. Nonostante si facesse il possibile per mettere in salvo quanti più civili potevano, dei circa 12 000 vandeani presenti prima della battaglia, solo 2 500 riuscirono a scappare. Negli otto giorni successivi alla battaglia furono perquisite tutte le case della città e vennero pattugliati i boschi e i villaggi vicini. Tutti i vandeani che venivano catturati furono portati in una chiesa, in attesa di venire fucilati: oltre ai 4 000-6 000 morti sul campo, altri 4 000 vennero giustiziati.
Nel rapporto che inviò al Comitato di salute pubblica il 23 dicembre a seguito della battaglia di Savenay, François-Joseph Westermann scrisse: «Cittadini repubblicani, non c'è più nessuna Vandea! È morta sotto la nostra sciabola libera, con le sue donne e i suoi bambini. L'abbiamo appena sepolta nelle paludi e nei boschi di Savenay. Secondo gli ordini che mi avete dato, ho schiacciato i bambini sotto gli zoccoli dei cavalli e massacrato le donne, così che, almeno quelle, non partoriranno più briganti. Non ho un solo prigioniero da rimproverarmi. Li ho sterminati tutti [...] le strade sono seminate di cadaveri. Le fucilazioni continuano incessantemente a Savenay, poiché arrivano sempre dei briganti che pretendono di liberare i prigionieri».

### La repressione dell'insurrezione
In seguito alla prima sconfitta dei vandeani nella battaglia di Nantes, nell'agosto 1793 la Convenzione decise di porre fine definitivamente all'insurrezione vandeana. Nei mesi seguenti verranno promulgate diverse leggi che indicavano i metodi da utilizzare per sconfiggere i vandeani: il 1º agosto 1793 fu approvata una legge che prevedeva di dare fuoco a tutti i boschi della Vandea nei quali si nascondevano gli insorti e di requisire ogni loro bene; il 1º ottobre 1793 si ordinò lo sterminio fisico di tutti gli abitanti dei territori insorti, principalmente donne e bambini, le prime in quanto "solchi riproduttori di mostri" e i secondi in quanto "futuri briganti" (definizioni di Carrier usate in alcune lettere private), come unica soluzione per porre fine all'insurrezione e in un articolo de "Le Moniteur", Barère, membro del Comitato di salute pubblica, scrisse:
«Distruggete la Vandea! Valenciennes e Condé non sono più in potere dell'austriaco; l'inglese non si occuperà più di Dunkerque, il Reno sarà liberato dai prussiani; la Spagna si vedrà frazionata, conquistata dai meridionali [...] Distruggete la Vandea e Lione non resisterà più, Tolone insorgerà contro gli spagnoli e gli inglesi, e lo spirito di Marsiglia si ergerà alle altezze della rivoluzione repubblicana [...] La Vandea e ancora la Vandea, ecco il tizzone politico che divora il cuore della Repubblica Francese; là bisogna colpire [...] Bisogna devastare fino a quando possono sopportare [...]».
Infine il 7 novembre 1793 fu decretato il cambio di nome del dipartimento, sostituendo "Vendée" con "Vengé" ("vendicato"): con questo termine volevano indicare che i repubblicani avevano "vendicato" il dipartimento, riconquistandoli dai "banditi" ora sconfitti.

#### Le "Noyades"

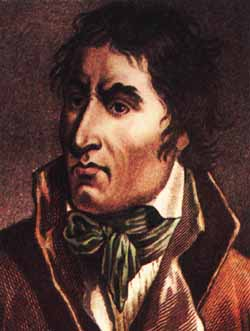
Il rappresentante in missione Jean-Baptiste Carrier

Il 14 agosto 1793, la Convenzione ordinò quindi a Jean-Baptiste Carrier, di andare a Nantes e formare un Tribunale rivoluzionario per giudicare i prigionieri vandeani e tutti quelli che si opponevano alla repubblica. Arrivato a Nantes in autunno, Carrier trovò la città particolarmente provata dalla guerra e per questo non riuscì a trovare molti uomini per istituire il suo tribunale. Ne reclutò solo una cinquantina che pagava 10 livres all'ora: formavano la "Compagnia Marat" (in francese "Compagnie Marat"), di cui facevano parte sanculotti e altri emigrati reclutati nel porto di Nantes. Nell'ottobre 1793 vennero portati nelle carceri di Nantes circa 10 000 vandeani e altrettanti arrivarono dopo la battaglia di Savenay a dicembre. Il numero elevato di prigionieri portò al sovraffollamento delle carceri, che non riuscivano più a contenere i detenuti; inoltre le scarse condizioni igieniche in cui venivano tenuti i prigionieri fecero scoppiare epidemie come il tifo, che uccisero migliaia di persone e misero a rischio tutta la città.
Tra il novembre e il dicembre 1793, vennero ghigliottinate 144 persone con l'accusa di essere complici dei vandeani e vennero fucilati 2 600 vandeani (con una media di 200 fucilazioni al giorno); nonostante tutto le fucilazioni non bastavano e il pericolo di un'epidemia si faceva sempre più alto, Carrier pensò, allora, di trovare un metodo più rapido per giustiziare in massa i condannati, così ideò le cosiddette Noyades (in italiano "annegamenti"), che consistevano nel legare i condannati per le mani e per i piedi, quindi caricarli su una barca e una volta raggiunto il centro Loira, questa veniva fatta affondare aprendo delle falle sotto la linea di galleggiamento. I condannati che riuscivano a galleggiare, o che riuscivano a liberarsi, venivano uccisi a colpi di lancia dagli uomini delle Compagnia Marat.

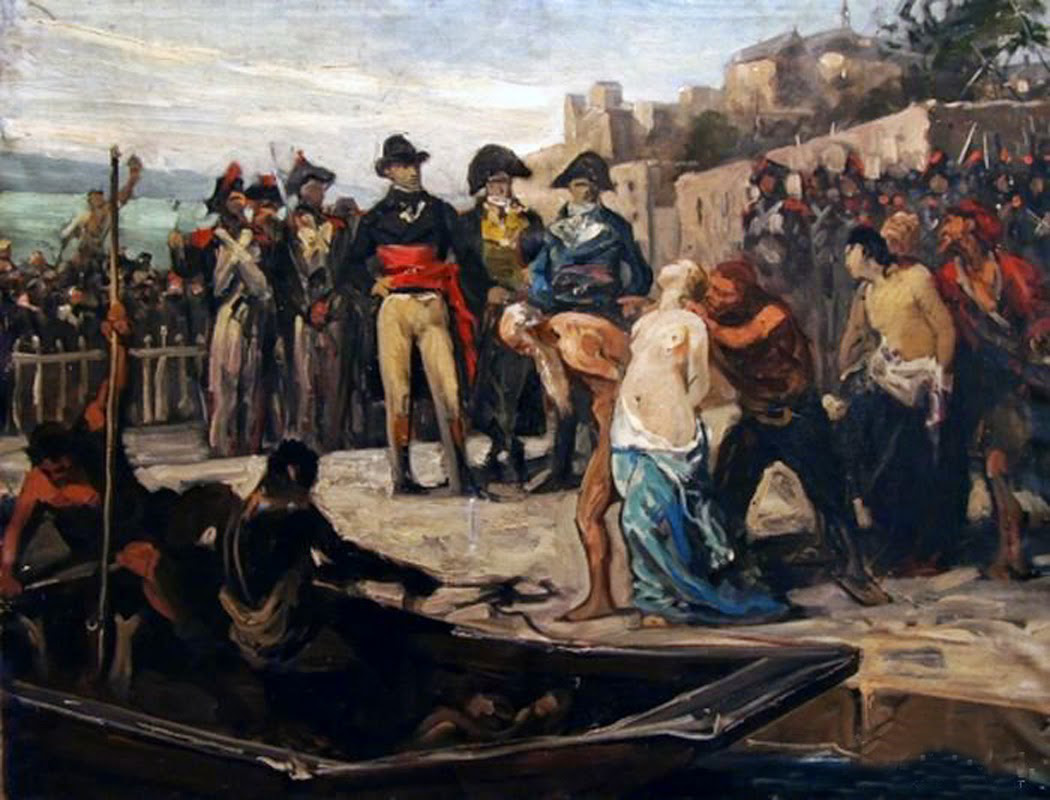
"Les noyades de Nantes en 1793", dipinto di Joseph Aubert, 1882

Le "noyades" continuarono fino al febbraio 1794, non vennero risparmiate neanche le donne e bambini, che venivano legati insieme alle loro madri, questi erano infatti i familiari che seguivano i soldati vandeani dalla Virée de Galerne. Non si conosce con esattezza il numero di persone giustiziate con le "noyades" e gli storici hanno pareri discordanti. È certo però che non furono meno di 2 800, secondo quanto scritto dallo stesso Carrier in una sua lettera, e la maggior parte degli storici ritiene che la cifra si aggiri attorno alle 4 800 persone.
Oltre alle "noyades", si provarono altri sistemi per accelerare le esecuzioni, ma essi risultarono inefficaci e furono poco usati: Westermann, ad esempio, propose di portare nelle carceri bottiglie di acquavite nelle quali fosse stato versato arsenico, ma anche alcune guardie, ignare del contenuto delle bottiglie, le bevvero e quindi l'idea fu subito abbandonata. L'arsenico venne anche utilizzato per le cosiddette "fumigation" (in italiano "fumigazioni") che consistevano semplicemente nel liberare il gas in una stanza per avvelenare i condannati.

#### Le colonne infernali

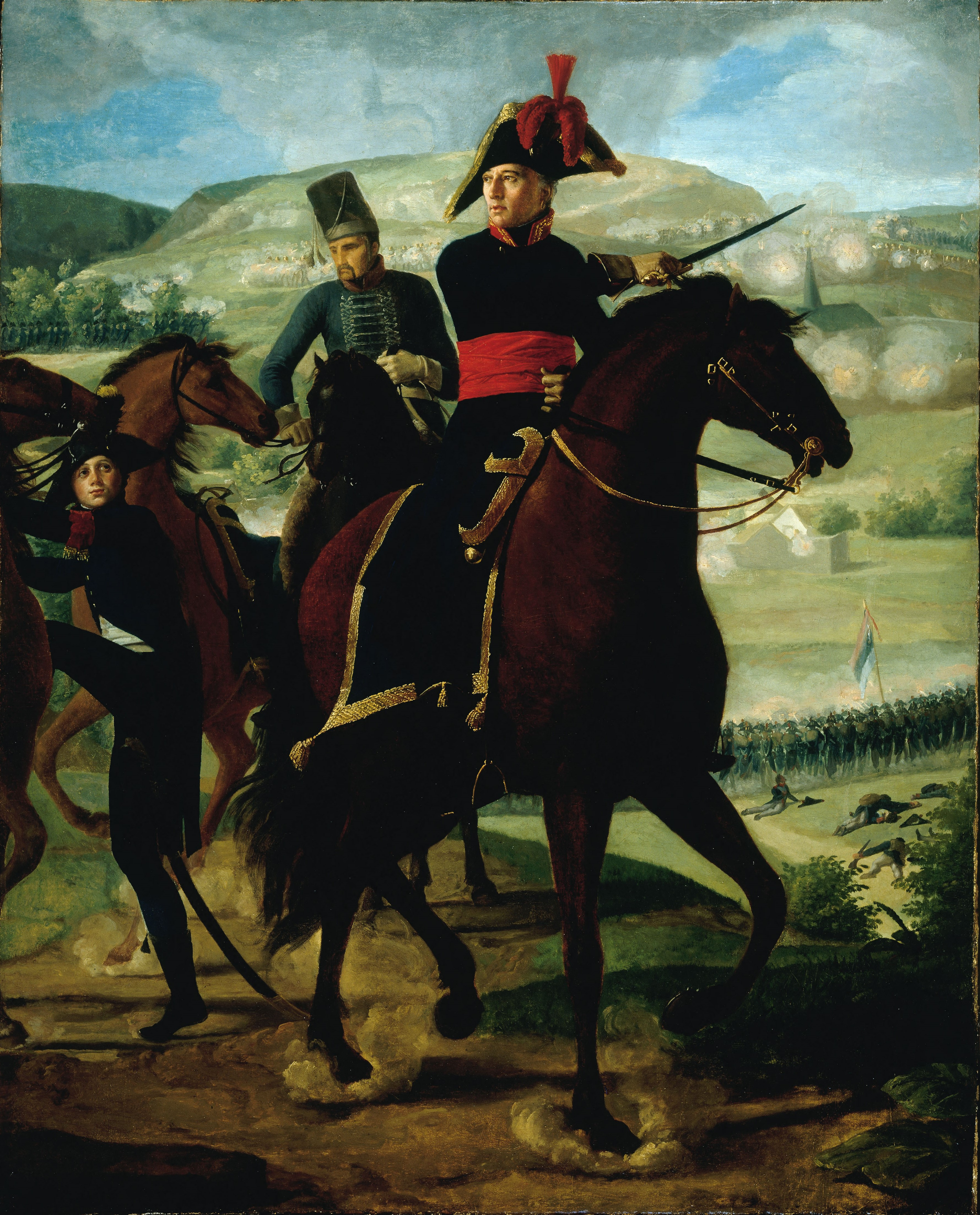
Il generale Louis Marie Turreau a cavallo

Dopo la battaglia di Savenay i capi vandeani erano quasi tutti morti. Rimaneva però l'esercito di Charette, che non aveva partecipato al "Virée de Galerne" e ancora teneva la Marais Breton, e i sopravvissuti alla battaglia, che, non essendo riusciti a passare la Loira, si erano rifugiati nei boschi di Savenay. Così il generale Louis Marie Turreau ideò le cosiddette "Colonne infernali", approvate dalla Convenzione in un decreto del 17 gennaio 1794 dopo un iniziale ripensamento, che consistevano in colonne militari con il compito di attraversare la Vandea ed eliminare ogni vandeano e distruggere ogni villaggio:
«Tutti i briganti che saranno trovati armi alla mano, o rei di averle prese, saranno passati a filo di baionetta. Si agirà allo stesso modo con le donne, le ragazze e i bambini [...] . Neppure le persone semplicemente sospette devono essere risparmiate. Tutti i villaggi, i borghi, le macchie e tutto quanto può essere bruciato sarà dato alle fiamme».
Il 21 gennaio 1794 Turreau diramò quest'ordine ai suoi uomini e a tutti i generali sotto il suo comando, dando così inizio all'attuazione del suo piano.
Si disposero quindi due armate in diversi punti della Vandea: la prima, sotto gli ordini di Turreau, si dispose da Saint-Maixent a Les Ponts-de-Cé; la seconda, che era agli ordini di Nicolas Haxo (che morirà due mesi dopo, per mano di Charette, il 20 marzo), si dispose da Les Sables-d'Olonne a Paimbœuf. Ogni armata era organizzata in sei divisioni e ogni generale doveva creare due eserciti per formare dodici colonne che dovevano convergere, da est o nord-est e da ovest o sud-ovest. In realtà, la seconda armata aveva solo otto colonne anche molto piccole e fece ben poco, anzi addirittura subì delle sconfitte, visto che venne mandata dove era ancora presente l'esercito di Charette e Stofflet.
La prima divisione era comandata da Duval e le sue colonne erano comandate da Prévignaud e Daillac, con l'ordine di partire da Saint-Maixent e da Parthenay e arrivare a La Caillère-Saint-Hilaire e a Tallud-Sainte-Gemme. La prima divisione fu l'unica a non essere comandata dallo stesso generale di divisione, perché Duval a causa di una ferita alla gamba non poteva camminare e per questo affidò le due colonne a due suoi ufficiali.
La seconda divisione era guidata da Grignon che affidò la seconda colonna a Lachenay, con l'ordine di partire da Bressuire e arrivare a La Flocellière e a Pouzauges. La terza divisione era capeggiata da Boucret, che demandò la guida della seconda colonna a Caffin, con l'ordine di partire da Cholet e arrivare a Les Epesses e a Saint-Laurent-sur-Sèvre.
La quarta divisione era comandata da Turreau che guidò egli stesso una colonna mentre affidò la seconda a Bonnaire, con l'ordine di partire da Doué-la-Fontaine e arrivare a Cholet. La quinta divisione era capeggiata da Cordelier, che affidò l'altra colonna a Crousat, con l'ordine di partire da Brissac e arrivare a Jallais e a Le May-sur-Èvre.
Infine la sesta divisione era affidata al solo Moulin, con l'ordine di partire da Ponts-de-Cé e arrivare a Sainte-Christine. Della seconda armata invece le otto colonne erano comandate da Dufour a Montaigu, Amey a Mortagne, Huché a Luçon, Beaufranchet, Commaire, Charlery, Chalbos e Grammont.
I repubblicani eseguirono gli ordini e la guerra divenne un massacro. Si uccisero i vandeani senza considerare l'età o il sesso delle persone che si trovavano di fronte e a morire non furono solo i soldati dell'armata vandeana, ma anche le loro donne e i loro bambini. Oltre a questi, tra le vittime ci furono anche alcuni che non avevano preso parte all'insurrezione, ma questo sembrava non avere importanza, come testimonia l'ordine che darà Grignon alla sua colonna:
«Compagni, entriamo nel paese insorto. Vi do l'ordine di dare alle fiamme tutto quanto sarà suscettibile di essere bruciato e di passare a filo di baionetta qualsiasi abitante incontrerete sul vostro passaggio. So che può esserci qualche patriota in questo paese. È lo stesso. Dobbiamo sacrificare tutto».
I soldati delle colonne, prima di uccidere le proprie vittime, compirono su di loro le peggiori atrocità: dallo stupro alla mutilazione, a volte per accelerare i tempi essi incendiarono interi edifici nei quali riunivano i condannati, diedero fuoco anche agli ospedali per uccidere i malati al loro interno. 
Addirittura avrebbero conciato pelle umana, presa dai cadaveri, per creare abiti, come dirà un testimone Claude-Jean Humeau che denunciò al tribunale di Angers questo fatto il 6 novembre 1794:
«Il nominato Pequel, chirurgo maggiore del 4º battaglione delle Ardenne, ne ha scorticati trentadue. Volle costringere Alexis Lemonier, pellaio a Les Ponts-de-Cé, a conciarli. Le pelli furono trasportate preso un certo Langlais, conciatore, dove un soldato le ha lavorate [...] ]».
Testimonierà questa pratica anche Victor Gotard-Faultrier nel suo Les champ des Martyrs, che il 31 maggio 1852 si diresse ad Angers per raccogliere informazioni sullo svolgimento dei fatti e tra le varie testimonianze riporta le parole di un sacerdote, un certo Pierre-Marie Robin:
« [...] erano scorticati a mezzo corpo, perché si tagliava la pelle al di sotto della cintura, poi lungo ciascuna delle cosce fino alla caviglia dei piedi, in modo che dopo la sua rimozione i pantaloni si trovavano in parte formati; non restava altro che conciare e cucire [...]».
Questa voce si trovava anche in molti pamphlet usciti dopo la reazione termidoriana, che raffiguravano Bertrand Barère mentre indossava stivali di pelle conciata, parlavano di una conceria a Meudon, di libri rilegati con pelle umana o storie gotiche con protagonista Saint-Just che indossa pantaloni di pelle. Nessuno di questi indumenti o libri è mai stato ritrovato in Francia. Le storie su Saint-Just, Barère e Meudon sono ritenute una leggenda nera, mentre a Ponts-de-Cé un soldato-chirurgo repubblicano di nome Pequel avrebbe effettivamente messo in atto una macabra iniziativa personale comprendente un esperimento di conciatura su 32 corpi, ma non sarebbe riuscito a causa della mancanza di tempo: per conciare la pelle ci vogliono almeno sei mesi e Pequel si trattenne solo una decina di giorni a Ponts-de-Cé, partendo poi per Nantes dove nessuno più ebbe sue notizie. A Nantes una pelle umana, non conciata, presentata come quella di un guerrigliero vandeano Chouan, è stata esposta fino all'inizio degli anni 2000 al Museo di Scienze Naturali ma l'oggetto in seguito non è stato più in mostra, poiché c'era molta incertezza sulla sua origine; è stata poi scoperto trattarsi delle pelle di un repubblicano che aveva donato il suo corpo alla Nazione per scopi scientifici.
Un'altra pratica sui cadaveri era quella di cremarli per ricavare del grasso, la contessa de La Bouère racconta la testimonianza di alcuni soldati che a Clisson il 5 aprile 1794 bruciarono 150 donne per estrarne grasso:
«Facevano dei buchi per terra per sistemarvi delle caldaie allo scopo di raccogliere quello che colava; avevamo messo al di sopra delle sbarre di ferro e su queste le donne, [...] poi, ancora al di sopra, vi era il fuoco [...]. Due miei compagni erano con me per questa faccenda. Ne mandai 10 barili a Nantes. Era come grasso di mummia: serviva per gli ospedali».
Nell'aprile 1794 attuarono una "colonna fluviale", che pattugliava la Loira e alcuni affluenti, in particolare quelli della riva destra. Vennero stabiliti circa quaranta fortini lungo le rive del fiume. In ognuno di questi stazionava un battello che percorreva la Loira e i suoi affluenti per catturare quei vandeani che cercavano di attraversarla per tornare in Vandea. Ogni battello in media aveva un equipaggio di 30 uomini, la metà dei quali era composta da fucilieri di marina, e 3 petriere. Questi erano divisi in tre divisioni: la prima andava dal villaggio di La Pointe (vicino a Les Ponts-de-Cé, a sud di Angers) a Champtoceaux; la seconda dall'isola Dorelle (a sud di Champtoceaux) fino a La Preé-au-Duc (a est di Nantes), comprendendo Nantes e tutte le altre città attraversate dall'Erdre; la terza dall'isola Cheviré (a sud di Nantes) a Paimbœuf.
Oltre al semplice pattugliamento, i battelli a volte facevano sbarcare i soldati per compiere azioni brevi e rapide, nei piccoli villaggi presenti sulle rive del fiume con lo scopo di uccidere i vandeani presenti e caricare sulle navi tutto quello che poteva servire. Le imbarcazioni, infatti, in caso di necessità, venivano usate per scortare capaci navi da trasporto o per trasportare piccoli carichi di armi, cibo e materiale di vario tipo. Per questo motivo venivano addirittura attaccate dai vandeani (in alcune zone erano ancora ben organizzati e in condizioni di combattere) per impossessarsi della merce trasportata. Un esempio delle azioni dei battelli viene fornito da un rapporto che il comandante in capo della I divisione Mahouhet, capitano del "Le Républicain", mandò al Direttorio il 21 aprile 1794, in seguito a un attacco contro 800 vandeani a Champtoceaux e contro 500 a Le Cellier:
«In un primo tempo il comandante Berruyer lo invita a venirgli in aiuto per assediare Champtoceaux e La Patache. Deve sostenere due attacchi di un'ora e mezzo: il primo di fronte a Le Cellier e il secondo a La Chapelle-Bassamère. Nel corso di questi scontri, stima di aver ucciso circa 100 briganti: costoro tentavano di impossessarsi dei suoi battelli, dei quali 52 portavano ricchi carichi. Fra l'altro trasportavano le campane di Champtoceaux. A completare il convogli, si trovavano 7 o 8 prigionieri, fra cui il domestico del signor Couault, possessore di un barile di polvere e di quattro sacchi di piombo. Nel corso di questa scaramuccia il battaglione ha perduto tre marinai e un fuciliere».

### Glichouan

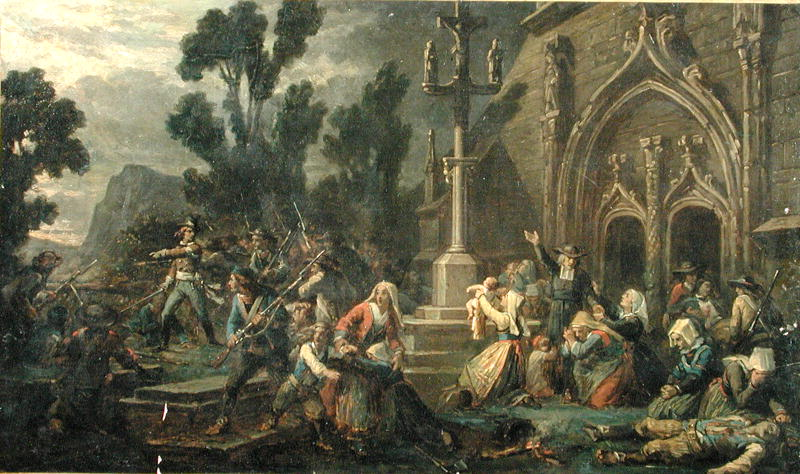
Soldati chouan proteggono una parrocchia

Durante la guerra civile entrambe le parti si macchiarono di crimini contro la popolazione civile. Gli Chouans (a volte italianizzato col plurale Chouani) è il nome che presero gli insorti realisti del dipartimento della Mayenne, o più in generale di tutta la zona nord-occidentale della Francia, in contemporanea alle guerre di Vandea. Secondo Albert Mathiez, essi ricevevano anche sovvenzioni economiche e militari da parte del governo inglese di William Pitt il Giovane, tramite il conte d'Artois e Calonne che li pagava in assegnati. Da notare che anche alcuni repubblicani più estremisti avevano ricevuto pagamenti dagli inglesi, secondo Robespierre per diffondere discordia e favorire la controrivoluzione.
Gli chouan erano guerriglieri di estrazione popolare e fede cattolica. Si occuparono di combattere i repubblicani e proteggere le parrocchie e la popolazione, ma talvolta si macchiarono di crimini contro chi era sospettato di parteggiare per i soldati regolari, come nel caso di Marie Martin, una ragazza di circa 16 anni. Anche se esistono diverse versioni sul motivo del suo omicidio, una delle più accreditate afferma che avrebbe indicato ai repubblicani di Bain-de-Bretagne il nascondiglio di un gruppo di Chouans, o al contrario che avrebbe rifiutato di indicare il nascondiglio dei rivoluzionari. Comunque, fu catturata e torturata a lungo dagli Chouans, che la lasciarono morire legata ad un albero. Un'altra giovane vittima dei vandeani, celebrato come "martire della Repubblica" in un quadro di Jacques-Louis David, fu il tamburino Joseph Bara o Barra, ucciso per essersi rifiutato di gridare "viva il re".
Sebbene molti fossero mossi da convinzione, sempre secondo Mathiez molti chouan furono dei veri e propri briganti, che si nascondevano di giorno ed operavano di notte. Per portare la popolazione dalla loro parte, dato che molti vandeani non aderivano alle azioni attive della chouannerie, tendevano ad assaltare le città e ad affamare i civili vandeani di fede repubblicana privandoli dei rifornimenti. Essi rompevano i timoni delle barche, assaltavano le carrette, ne smontavano e ne mettavano fuori uso le ruote e perfino le strade, minacciavano di rappresaglie i vetturini che non rispettassero il loro divieto di fare dei trasporti per la Repubblica. Le città in mano loro furono costrette a fare causa comune con gli in sorti in particolare con Charette e Henri du Vergier de la Rochejaquelein con i suoi fratelli.
Il rappresentante in missione François-Joseph Jary scriveva da Nantes al Comitato, il 13 aprile: «Gli Chouans si conducono sempre peggio. Non è più possibile farsi illusioni sullo scopo della loro organizzazione: ogni parrocchia ha un capo armato che arruola gli abitanti, e fa loro promettere di marciare al primo segnale. Questo capo di parrocchia dipende da un capo di divisione, il quale a sua volta comanda le forze del cantone. Un capo superiore riunisce più cantoni e il tutto obbedisce a un capo generale che comanda su una grande estensione di paese. Sembra che il comandante in capo di tutta la riva destra della Loira sia di Scépeaux». Ancora il 14 ottobre 1794, il presidente del distretto del Segré-Bancelin scrisse che: "Il male fa progressi incalcolabili, le campagne diventano terre deserte e non saranno più seminabili, in alcuni luoghi i raccolti sono stati vietati. I Vandeani passano e ripassano nel nostro sventurato paese, nessun rifornimento può arrivare nelle città, perché i briganti occupano tutte le strade".

### Fine della repressione

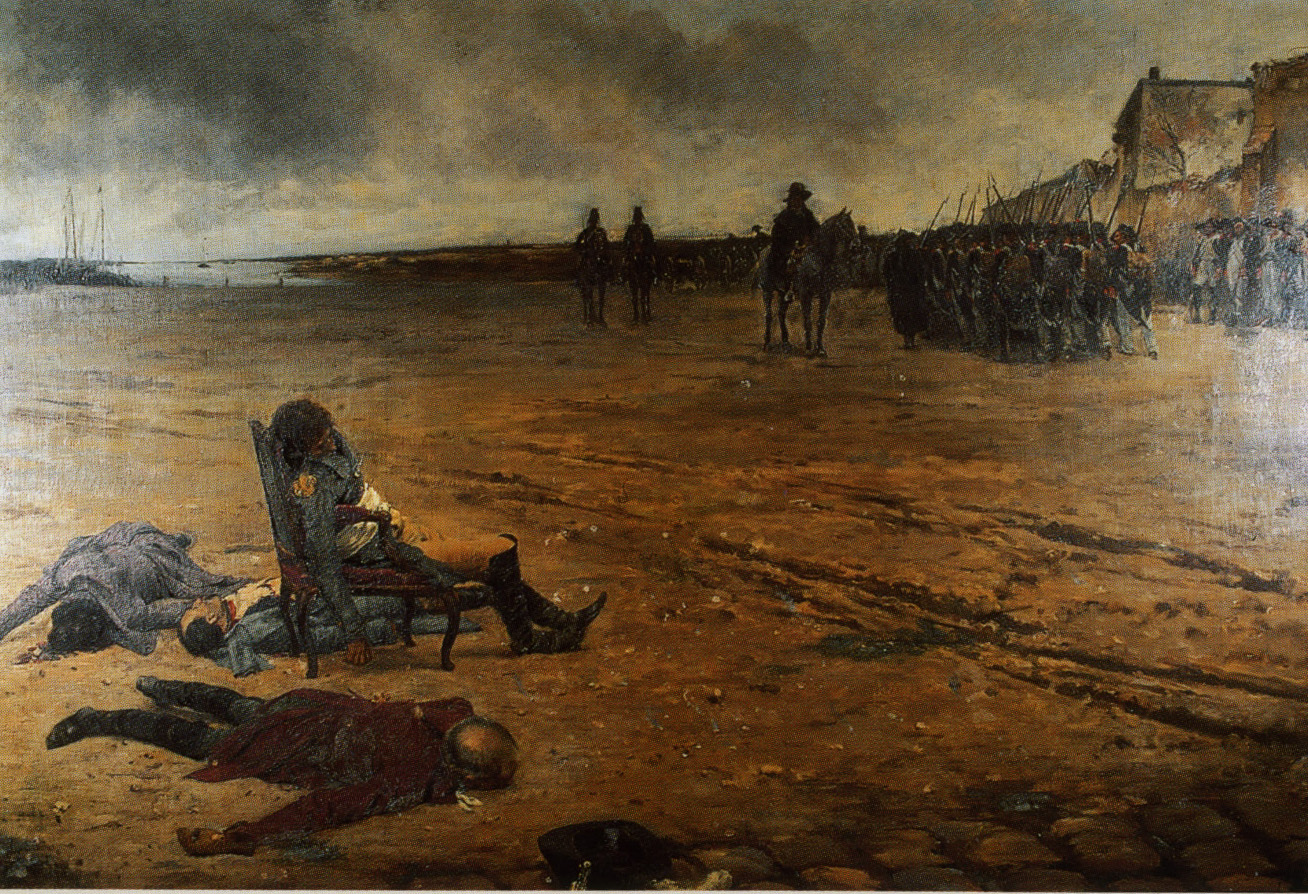
L'esecuzione di d'Elbée

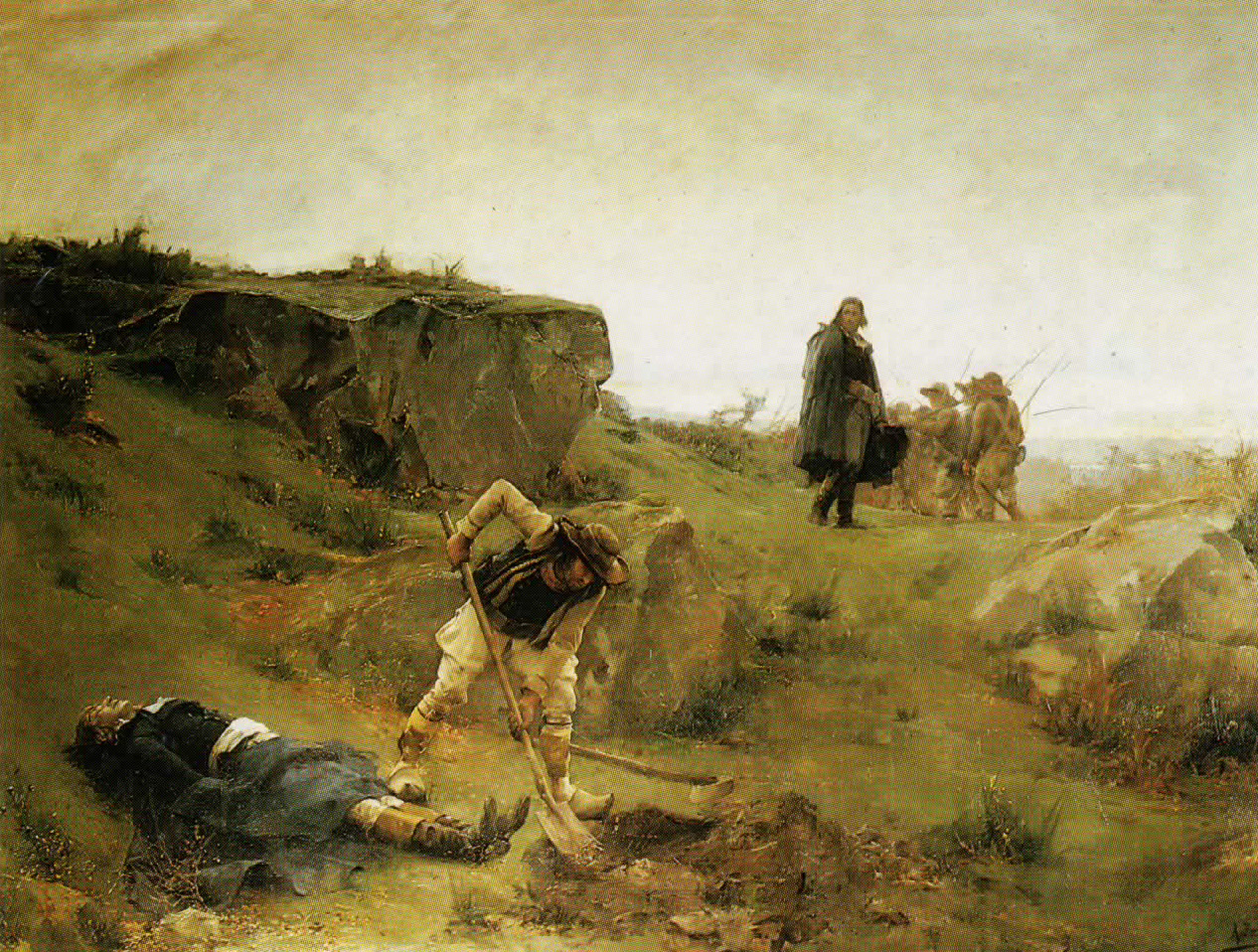
La Rochejaquelein viene seppellito

Le colonne infernali terminarono tra l'aprile e il maggio 1794; i soldati che le componevano furono sostituiti da truppe regolari, che continuarono l'occupazione militare del territorio fino alla fine dell'anno, limitandosi però al mantenimento dell'ordine pubblico. Nonostante l'esecuzione di d'Elbée, avvenuta il 9 gennaio 1794, e l'uccisione del giovanissimo Henri de La Rochejaquelein, che nel frattempo erano divenuto generalissimo, il 29 gennaio 1794, l'esercito vandeano elesse Jean Nicolas Stofflet generalissimo dell'armata vandeana. Di fatto l'idea di reprimere l'insurrezione sterminando i vandeani fu un fallimento, che anzi al contrario aumentò il loro desiderio di respingere i repubblicani.
Nel frattempo, infatti, l'esercito del Marais Breton continuò a combattere; il 2 febbraio Charette e Sapinaud presero Chauché, e il 6 febbraio occuparono Legé. L'8 febbraio, Stofflet occupò Cholet, presidiata dalle truppe del generale Jean-Baptiste Moulin che, appena vide i suoi uomini fuggire, si suicidò con la sua pistola. Egli era il fratello di Jean-François Moulin, anche lui generale e futuro membro del Direttorio, ma fortemente inviso a Carrier, in quanto considerato troppo clemente con gli insorti rispetto al fratello.
Il 20 marzo Charette si scontrò con una colonna di 300 uomini comandata da Haxo, che appena avvistò il nemico si barricò dentro la città di Les Clouzeaux, ma senza resistere a lungo: infatti, vista la netta inferiorità numerica, i repubblicani si diedero alla fuga abbandonando il loro generale che era rimasto ferito e che poco dopo ricevette il colpo di grazia.
La Convenzione nazionale prese atto degli errori commessi e decise di cambiare strategia, visto che la popolazione stessa cominciava a lamentarsi dell'operato dei generali repubblicani in Vandea, tanto che spesso aiutava a nascondere i vandeani o adottava i bambini rimasti orfani. Così il 17 maggio 1794 mise agli arresti diversi generali tra cui Turreau e Grignon, e il commissario Carrier, insieme ad altri membri del tribunale rivoluzionario di Nantes e ad alcuni soldati della "Compagnia Marat". Turreau e Carrier riuscirono comunque a farsi scarcerare ed il secondo entrò in seguito nella congiura contro i giacobini robespierristi (colpo di Stato del 9 termidoro) di cui fu uno degli artefici con Barras, Tallien e Fouché, altre tre violenti rappresentanti, assieme a moderati come Sieyès ed ex membri del Comitato di salute pubblica come Barère, l'autore del discorso in cui si incitava alla distruzione della Vandea.
Lo stesso Robespierre prese una posizione critica contro gli eccessi dei rappresentanti in missione, minacciando severamente i proconsoli nel suo ultimo intervento l'8 termidoro. In un discorso accusò in particolare François Louis Bourdon de l'Oise: "si è coperto di crimini in Vandea dove si è concesso (...) il piacere di uccidere volontari di propria mano. Combina in sé perfidia e violenza". Albert Mathiez. ha sostenuto difatti che Robespierre fosse contrario ai metodi illegali utilizzati in Vandea da Turreau e Carrier contro i civili, e che avrebbe richiamato appositamente Carrier onde punirlo sottoponendolo al giudizio del Tribunale rivoluzionario; tuttavia fu preceduto dagli stessi proconsoli (tra cui Carrier), che lo deposero e lo fecero giustiziare il 10 termidoro. Secondo lo storico i termidoriani scaricarono la responsabilità dei massacri nelle provincie francesi su Robespierre, Saint-Just e Couthon (i cosiddetti "triumviri"), onde discolpare loro stessi: 
(Albert Mathiez, La reazione termidoriana)
Infine il 29 e 30 novembre 1794 vennero annullati tutti i precedenti decreti del Comitato di salute pubblica che, dopo l'esecuzione di Robespierre (avvenuta il 28 luglio 1794), venne prima controllato da Barras e dalla Convenzione termidoriana, in una svolta moderata, poi privato di tutti i suoi poteri e ufficialmente abolito all'inizio del 1795.

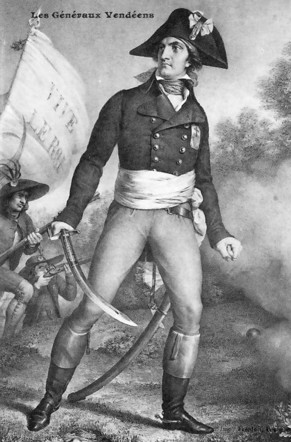
Jean Nicolas Stofflet

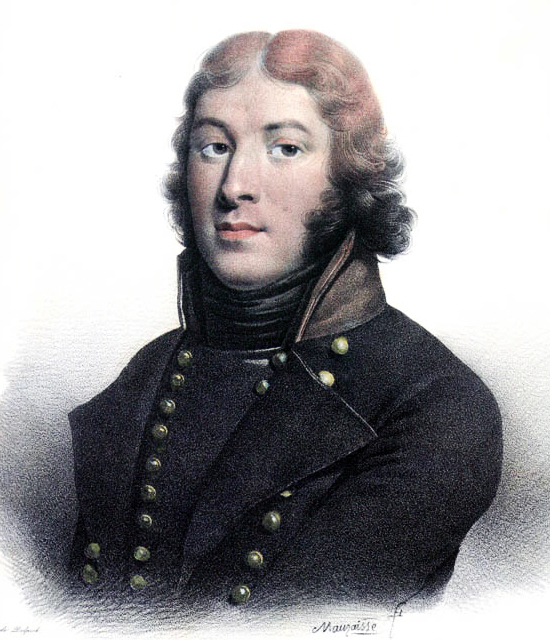
Lazare Hoche

Il 2 dicembre 1794 il montagnardo termidoriano Lazare Carnot pronunciò un discorso di scuse, affermando:
«Da due anni le vostre contrade sono in preda agli orrori della guerra. Quei climi fertili, che la natura sembrava aver destinato a essere la dimora della pace, sono diventati luoghi di proscrizione e carneficina. Il coraggio dei figli della patria si è rivolto contro di essa, la fiamma ha divorato le vostre abitazioni e la terra, coperta di rovine e di cipressi, rifiuta ai sopravvissuti i frutti di cui è prodiga».
Dopo questo discorso seguirono una serie di provvedimenti per porre fine alla rivolta con l'uso della diplomazia e non della violenza. La Convenzione incaricò Lazare Hoche di negoziare la pace con i capi vandeani e qualche giorno dopo disse:
Il 16 dicembre 1794 Jean-Baptiste Carrier fu ghigliottinato a Parigi dopo essere stato condannato a morte dal tribunale rivoluzionario per le noyades.
I primi provvedimenti presi compresero un'amnistia generale per tutti i vandeani ancora nelle carceri e il parziale ritiro delle truppe repubblicane dalla Vandea, che in precedenza erano state sostituite da truppe regolari. Queste infatti, a differenza dei volontari che componevano le colonne infernali, si limitarono al controllo dell'ordine pubblico.

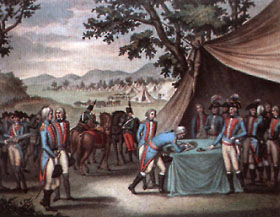
La firma del trattato di La Jaunaye

L'accordo di pace si raggiunse il 17 febbraio 1795, con il trattato di La Jaunaye firmato da Charette e Sapinaud e successivamente da Stofflet, con il quale si garantiva la libertà di culto (abolendo anche se non ufficialmente la Costituzione civile del clero), si rimborsavano i vandeani che avevano subito espropri o danni alle proprie proprietà e si riorganizzavano le città con nuovi rappresentanti del popolo e venne data la possibilità ai vandeani di arruolarsi nell'esercito o nella Guardia nazionale che tornava a dipendere dalle autorità locali.
Stofflet firmò successivamente, perché inizialmente non era d'accordo con questo trattato e al seguito di un piccolo esercito formato a Clisson riprese la guerra tra il marzo e l'aprile 1795, ma, scontratosi con la colonna del generale Caffin, il 1º aprile a Les Tailles subì una pesante sconfitta. Tuttavia, qualche giorno dopo riuscì a riprendersi, assaltando un convoglio che trasportava armi, munizioni e viveri vicino a Chemillé.
Il 2 maggio firmerà anche lui il trattato di La Jaunaye a Saint-Florent-le-Vieil, accettando le stesse condizioni firmate da Charette, riuscendo però ad aggiungere il rilascio di tutti i vandeani detenuti nelle carceri, il congedo per quei vandeani arruolati forzatamente dai repubblicani agli inizi del 1793 e la consegna del giovane Luigi XVII di Francia (che allora aveva 10 anni) alla Vandea, cosa che non avverrà in quanto il Delfino morì l'8 giugno di tubercolosi.
Il 28 settembre 1794 Turreau fu arrestato nuovamente, scontando un anno in prigione, durante il quale scrisse le sue memorie sulla guerra di Vandea.
Verrà poi liberato il 19 dicembre 1795, perché i giudici stabilirono la sua colpa come relativa dal momento che si era limitato a eseguire degli ordini.
Dal 1803 al 1811 fu ambasciatore negli Stati Uniti, quindi comandante di svariati accampamenti militari sotto Napoleone, e barone dell'Impero.
Nel 1814 si sottopose al giudizio di Luigi XVIII e durante i Cento giorni, pubblicò la "Mémoire contre le retour éphémère des hommes à privilèges"; tuttavia non fu punito nemmeno dal re per i massacri compiuti e due anni dopo morì, ritirato a vita privata nelle sue proprietà, mentre era in procinto di ricevere l'Ordine di San Luigi; è anche possibile che il re non conoscesse l'effettivo ruolo di Turreau nei crimini in Vandea: si disse che Luigi XVIII un giorno, con l'intenzione di rendere omaggio alla fedele Vandea, progettò di andare nella regione, circondato da alcune personalità. Pensava di dover chiamare Turreau in particolare come accompagnatore ma il suo entourage lo dissuase fermamente: "No Maestà, soprattutto non [porti] lui!".

## Il dibattito sull'ipotesi di genocidio

### Numero delle vittime
La valutazione esatta delle vittime della guerra di Vandea è sempre stata piuttosto complicata e non si è mai potuta stabilire con certezza. All'epoca, da quello che emerse dalle parole degli storiografi del tempo o dagli stessi protagonisti della guerra, spesso si tentò di fornire un numero, ma sempre in modo piuttosto approssimativo.
Nel 1796, il generale Lazare Hoche, considerando tutto il Nord-Ovest (quindi non solo i vandeani ma anche i chouan), ha stimato il numero di morti a 380 000. In una lettera datata 2 febbraio 1796 inviata a Pierre Bénézech, ministro dell'interno, ritiene che "seicentomila francesi siano morti in Vandea" (compresi i morti repubblicani).
Nel 1797, lo storico Louis Marie Prudhomme, nel suo "Histoire générale et impartiale des erreurs, des fautes et des crimes commis pendant la Révolution Française" stima 120 000 persone morte in Vandea.
Secondo l'analisi statistica di Donald Greer del 1935, su 35-40 000 persone giustiziate in tutta la Francia durante il periodo del terrore (di cui 16 594 condannati a morte dai tribunali rivoluzionari), il 75% è costituito da ribelli presi con le armi in mano, di questi, il 52% venivano dall'Ovest (quindi vandeani e chouan), il 19% dal Sud-Est e il 16% da Parigi. Questa stima, considerata come riferimento, è stata ripresa da tutti gli storici successivi. Queste cifre comprendono però solo le esecuzioni e non tengono conto delle morti legate alla guerra civile, direttamente (battaglie, massacri) o indirettamente (epidemie, malnutrizione).
Nel 1986, Reynald Secher ha analizzato gli archivi parrocchiali e quelli di stato di 700 comuni dei quattro dipartimenti della "Vandea Militare": nel periodo compreso tra il 1780 e il 1789 e quello compreso tra il 1802 e il 1811, considerando la crescita demografica, ha preso il numero di abitanti della regione prima e dopo la guerra di Vandea e sottraendo la popolazione totale degli anni del 1800 con quella degli anni del 1780 risultò la mancanza di 117 257 persone su un totale di 815 029, cioè il 14,38% della popolazione e dal punto di vista immobiliare ha stimato la distruzione di 10 309 edifici su un totale di 53 273, cioè il 20% degli immobili registrati.
Un altro storico nel 1987, Jean-Clément Martin ha fatto una sua stima: basandosi su un'analisi dei censimenti del 1790 e del 1801, stimando la crescita demografica annuale attorno all'1%, nel 1801 mancavano da 200 000 a 250 000 persone, sia vandeani che repubblicani, particolarmente difficile è stato però calcolare il numero di questi ultimi che essendo militari provenivano da tutte le regioni francesi. Un'altra stima fatta utilizzando lo stesso metodo di Martin, è stata fornita da Louis Marie Clénet, secondo il quale le guerre di Vandea hanno fatto 200 000 morti vandeani, di cui 40 000 sono morti a causa delle colonne infernali di Turreau.
Nel 2005 Anne Bernet stimò 150 000 morti per i vandeani e 150 000 per l'esercito repubblicano precisando però che è impossibile fornire una stima affidabile a causa della quasi assenza di fonti affidabili, visto che molti archivi erano stati bruciati durante la guerra. Nel 2007 Jacques Hussenet tenendo conto dei lavori precedenti, fornisce una stima di 170 000 morti.

### La tesi di Babeuf: il "populicidio"

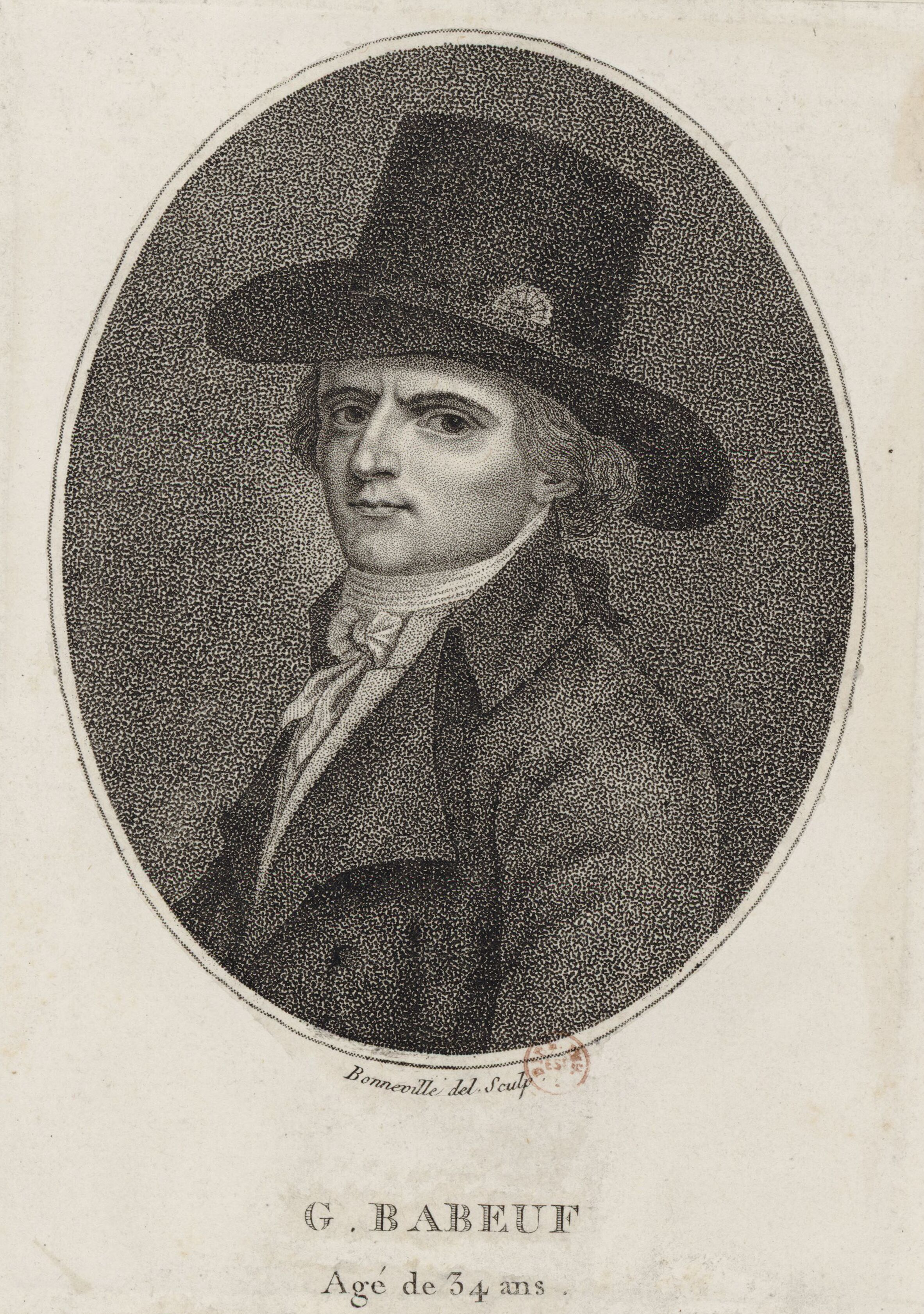
François-Noël Babeuf

La tesi del genocidio, così come il termine stesso, risale al XX secolo, tuttavia, nonostante questo concetto fosse piuttosto estraneo alla mentalità dell'epoca, nel 1794 un cronista del tempo, François-Noël Babeuf, detto "Gracchus", un enragés filo-giacobino futuro promotore della Congiura degli Eguali assieme al robespierrista Filippo Buonarroti nel 1796, pubblicò un libro dal titolo: "Du système de dépopulation ou La vie et les crimes de Carrier" (in italiano, "Il sistema di spopolamento e i crimini di Carrier"), nel quale riporta alcune vicende della guerra e gli atti dell'intero processo di Carrier. Nel libro conia un neologismo, che oggi si potrebbe considerare un sinonimo di genocidio, ovvero "populicidio". La differenza con il termine "genocidio", coniato da Lemkin nel 1944, sta solamente nell'etimologia: in quanto "genocidio" deriva dal greco "ghénos" (razza, stirpe) e dal latino "cædo" (uccidere), mentre "populicidio" deriva del latino "populus" (popolo).
Nel suo libro, Babeuf, si scagliò duramente contro la "convenzione termidoriana" (composta da coloro che avevano abbattuto Robespierre) che riteneva colpevole del terrore e del "populicidio". Babeuf infatti non fu un controrivoluzionario, ma anzi aderì con entusiasmo alla rivoluzione, posizionato sulle idee radicali del prete costituzionale Jacques Roux, e pensava che uno stato repubblicano non avrebbe mai potuto sterminare una parte della sua popolazione, anche perché riteneva che quei cambiamenti che stavano mutando la società francese sarebbero dovuti avvenire in modo progressivo e senza l'uso della violenza. Per questo motivo, decise di testimoniare quanto avvenne in tempi molto brevi, tanto che scrisse questo libro in appena due mesi (venne pubblicato nell'inverno 1794). Scelse, quindi, di riportare il primo avvenimento che diede inizio al populicidio, cioè il processo di Carrier che si svolse nel periodo della "convenzione termidoriana" e secondo lui fu questo il motivo per cui gli imputati non vennero condannati.

### Gli studi di Reynald Secher
Dopo Babeuf e la sua tesi sul "populicidio", non vennero formulati altri studi in tal senso per quasi due secoli: nel 1983 Reynald Secher termina il dottorato di terzo ciclo in scienze storiche e politiche alla Sorbona di Parigi, con una tesi dal titolo "La Chapelle-Basse-Mer, village vendéen. Révolution et contre-révolution". Lo studio analizzava la situazione prima e dopo l'insurrezione, a livello culturale, politico, sociale, economico e religioso, di questo piccolo comune vandeano, La Chapelle-Basse-Mer, che durante le guerre di Vandea giocò un ruolo importante in quanto faceva da crocevia tra la "Vandea Militare" e la Bretagna.
I professori con i quali discusse la sua tesi, in particolare Jean Meyer (relatore della tesi) e Pierre Chaunu, gli consigliarono di estendere i suoi studi dal piccolo villaggio a tutta la prima e seconda guerra di Vandea. Così nel 1985, per il suo "dottorato di Stato" in scienze umanistiche, discusse, con gli stessi professori, una tesi dal titolo "Contribution à l'étude du génocide franco-français: la Vendée-Vengé", che l'anno successivo verrà pubblicata con il titolo: "Le génocide franco-français: la Vendée-Vengé.
Per formulare la sua tesi, Secher analizzò documenti privati come memorie e lettere dei protagonisti della guerra e documenti pubblici conservati negli archivi diocesani e parrocchiali, nei municipi, nei dipartimenti e negli archivi militari della fortezza di Vincennes (vicino a Parigi). Il libro di Babeuf sta alla base della tesi del genocidio: nonostante la Convenzione avesse ordinato di distruggere tutte le copie del libro, Secher ne trovò una delle otto ancora esistenti nell'ex-Urss (dove i libri di Babeuf erano abbastanza diffusi, perché è considerato il "padre del comunismo"). Dopo la pubblicazione della sua tesi, Secher decise di ripubblicare anche il libro di Babeuf, che riteneva una delle fonti più importanti del suo lavoro.
Il "genocidio vandeano" sarebbe quindi avvenuto nel periodo che va dal novembre 1793 all'aprile 1794, durante il quale non ci furono scontri militari in quanto l'armata vandeana era stata sconfitta in seguito al Virée de Galerne. Le vittime della repressione non furono soltanto gli insorti superstiti, ma anche e principalmente i civili che abitavano nella "Vandea Militare". La Convenzione aveva infatti esplicitamente stabilito, in diversi provvedimenti e decreti, di sterminare gli abitanti della Vandea indipendentemente dalla loro partecipazione all'insurrezione, non distinguendo quindi tra combattenti e civili, tra cui donne e bambini e nemmeno tra controrivoluzionari e rivoluzionari.
La tesi di Secher fece molto discutere sia all'interno dell'università sia fuori, soprattutto perché venne pubblicata alla vigilia del bicentenario della Rivoluzione francese. Secher affermò di aver incontrato difficoltà e ostruzioni anche durante la redazione della tesi (gli venne ad esempio negato l'accesso ad alcuni documenti e archivi statali). Una settimana prima della discussione della tesi poi, uno dei componenti la commissione di esame, Pierre Chaunu, diffuse ai giornali la notizia secondo cui un dottorando era riuscito a dimostrare scientificamente che in Vandea si era compiuto un genocidio. Secher in quella stessa settimana subì un'effrazione nel suo appartamento di Rennes, nel corso della quale gli vennero sottratte tutte le copie della tesi (tranne gli originali che aveva già depositato all'università). Un funzionario del ministero dell'educazione gli chiese di non discutere la tesi che altrimenti avrebbe infangato la storia della Francia. La conseguenza di ciò, fu che Secher venne sollevato dall'insegnamento pubblico, nelle scuole superiori e nelle università e gli venne impedito di presentarsi in altri concorsi pubblici. Rimase quindi disoccupato per quasi due anni, prima di venire assunto da alcune scuole private.

### Critiche alla tesi del genocidio
Tra gli storici che contestarono il lavoro di Secher, sicuramente quello che gli dedicò maggiore attenzione fu Jean-Clément Martin che tra il 1986 e il 1987 pubblicò due libri sull'argomento: "La Vendée et la France" e "Blancs et Bleus dans la Vendée déchirée". Martin fece alcune considerazioni sulla tesi di Secher: nel numero delle vittime scelse un arco di tempo troppo ampio (1770-1789 e poi 1802-1811); non considerò i cambiamenti demografici negli anni della guerra; non fece distinzione tra le persone morte direttamente a causa della guerra e quelle morte per cause indirette; non tenne conto dei vandeani che si nascosero fuori dalla Vandea; non considerò l'opinione politica delle vittime (ovvero tra vandeani monarchici e repubblicani); e infine non tenne conto delle morti non vandeane. Tuttavia, alcune di queste accuse risultarono inesatte, in quanto le risposte si possono ritrovare nella stessa tesi: ad esempio nell'ultima parte del suo lavoro, Secher riporta schematicamente i dati raccolti nel periodo precedente e successivo alla guerra di Vandea e Jean Meyer ha precisato nella prefazione del libro, che nel numero delle vittime si tenne conto anche delle morti repubblicane, ricordando però che il lavoro di Secher non fu rivolto alle guerre di Vandea, ma a dimostrare che dopo la prima guerra di Vandea si compì un genocidio, quindi il periodo da considerare va dall'inizio del 1793 alla fine del 1794.
Martin affermò anche che il lavoro di Secher è "uno scritto autorevole, che condanna la storia che non si occupa di verità assoluta". Inoltre, sulla questione del termine "genocidio" disse che "senza l'intenzione ideologica applicata a un gruppo ben delimitato, la nozione di genocidio non ha senso. E non è possibile né trovare un'identità "vandeana" preesistente alla guerra, né si può affermare che si è andati contro una specifica entità (che sia religiosa, sociale, razziale etc.)".
Il dibattito non rimase confinato ai soli atenei francesi. Un altro storico molto critico della tesi di Secher, fu Peter McPhee dell'Università di Melbourne. Lo storico australiano ritenne che il "genocidio vandeano" non rispecchia la definizione di genocidio coniata da Lemkin ossia "atti commessi con l'intenzione di distruggere, in tutto o in parte, un gruppo nazionale, etnico, razziale o religioso" e neanche quella coniata da Frank Chalk e Kurt Jonassohn: "una forma di massacro di massa unilaterale con cui uno stato o un'altra autorità ha intenzione di distruggere un gruppo, gruppo che è definito, così come i suoi membri, dall'aggressore", ciò significa che secondo McPhee, non ci fu l'intenzione, da parte della Convenzione, di sterminare i vandeani come etnia, e sarebbe improprio paragonare la guerra di Vandea alla shoah o al genocidio armeno. McPhee criticò aspramente Secher, inclusa l'affermazione di comunanza d'intenti tra le funzioni del governo repubblicano e il totalitarismo dello stalinismo.
Claude Langlois (Istituto di Storia della Rivoluzione Francese) definì invece le affermazioni di Secher "quasi mitologiche".
Timothy Tackett dell'Università della California riassume il caso vandeano in questo modo: "In realtà... la Vandea fu una tragica guerra civile con infiniti orrori commessi da entrambe le parti, iniziata, in effetti, dagli stessi ribelli. I Vandeani non erano più irreprensibili di quanto lo fossero i repubblicani. L'uso della parola genocidio è del tutto inesatto e inappropriato."
Hugh Gough (professore di storia all'Università di Dublino) definì il libro di Secher un tentativo di revisionismo storico che difficilmente avrebbe avuto un impatto duraturo.
Lo storico Pierre Chaunu espresse invece sostegno alle opinioni di Secher.

### Proposta di legge per il riconoscimento del genocidio vandeano
La prima proposta di riconoscimento del caso vandeano come genocidio fu fatta nel 1987 da Jean-Marie Le Pen del Front National.
Il 21 febbraio 2007 venne presentata all'Assemblea nazionale francese una nuova proposta, da un gruppo di deputati appartenenti all'UMP (gollisti) e al MPF, una proposta di legge per riconoscere il genocidio vandeano, basandosi sulla tesi di Secher.
Essa è stata ripresentata nel 2013 da Marion Maréchal-Le Pen.
La proposta ha trovato negli anni l'opposizione di politici di sinistra come Jean-Luc Mélenchon, secondo cui si tratta di una banalizzazione del concetto di genocidio, perlopiù giudicando ipocrita e non sorprendente che la legge sul genocidio vandeano sia sostenuta per primo da un politico di estrema destra come Jean-Marie Le Pen, accusato spesso di essere negazionista o minimizzatore dell'Olocausto, nonché di essere razzista e antisemita.
Nell'esposizione dei motivi di questa proposta venne spiegato che il tribunale internazionale di Norimberga definì il genocidio come:« [...] la progettazione o la realizzazione parziale o totale, o la complicità nella progettazione o la realizzazione dello sterminio di un gruppo umano di una specifica etnia, razza o religione.».
Mentre il codice penale francese, definisce il genocidio come:
« [...] la distruzione totale o parziale di un gruppo nazionale, etnico, razziale o religioso o di un gruppo determinato a partire da tutt'altri criteri arbitrari [...]».
Queste definizioni, si afferma, corrispondono perfettamente al caso vandeano. La proposta di legge ha fatto parte dei lavori della Commissione per gli Affari Culturali, Familiari e Sociali, ma non è stata mai messa ai voti.

## Seconda Guerra di Vandea
La pace durò pochi mesi, i repubblicani infatti non rispettarono i termini del trattato, cosa che ovviamente non fece altro che inasprire gli animi dei vandeani, che per la seconda volta vennero delusi da quella Francia che dopo aver ascoltato le loro richieste, sembrava volesse rappacificarsi definitivamente ponendo fine all'insurrezione.
Dopo il 17 febbraio infatti scoppieranno una serie di scaramucce molto spesso senza un valido motivo: il 2 marzo una colonna repubblicana accerchiò una chiesa a La Gaubretière e dopo alcune ore di combattimento uccideranno le 52 persone che si trovavano al suo interno; il 9 aprile Caffin assediò una chiesa a Chanzeaux e dopo una sparatoria diede fuoco all'edificio nel quale moriranno 10 persone e i 19 sopravvissuti verranno arrestati. In risposta i vandeani non fecero altro che aumentare il clima di tensione uccidendo rappresentanti locali e ufficiali dell'esercito, tanto che Charette in una dichiarazione del 22 giugno scrive:
«Riprendo con dolore le armi; ma i repubblicani hanno giurato la nostra rovina e noi possiamo evitarla solo combattendo. I dispacci dei principi mi annunciano che uno di loro deve mettersi alla testa di quella grande spedizione che darà tanta forza alle nostre armate. Non è sulla nostra sponda che questi fatti si compiranno, ma bisogna assecondarli. È necessaria una diversione: ho contato sul vostro zelo ed esso non mi mancherà».
Il 24 giugno 1795 la Vandea insorse per la seconda volta, nel giorno in cui vennero a sapere della morte del principe Luigi XVII, avvenuta l'8 giugno e tenuta nascosta proprio per evitare lo scoppiò della guerra; inoltre erano ancora alleati con gli inglesi, che grazie al precedente ritiro delle truppe repubblicane dalla Vandea non ebbero difficoltà a sbarcare in Bretagna.

### Lo Sbarco a Quiberon
Dopo la scomparsa dell'"esercito del centro" e dell'"esercito di Anjou", rimanevano il nuovo "esercito del centro" creato da Sapinaud, l'"esercito della Marais Breton" di Charette e Stofflet e l'esercito di chouan di Georges Cadoudal e Joseph de Puisaye. Nel frattempo i futuri regnanti Luigi XVIII e Carlo X presero parte all'insurrezione, soprattutto perché i vandeani continuavano a considerare, colui che in quel momento era l'erede al trono di Francia, come re di Francia. Infatti alla morte del giovane Luigi XVII, quello che per il resto di Francia era solo il conte di Provenza, per la Vandea era il successore del re Luigi XVII e quindi era già re Luigi XVIII di Francia.
I due futuri sovrani furono determinanti per stringere l'alleanza con gli inglesi, che ottennero grazie alle amicizie che possedevano a Londra. Fu anche merito loro la creazione dell'Esercito degli emigrati, un esercito composto da nobili e volontari, che, come suggerisce il nome stesso, erano emigrati fuori dalla Francia per sfuggire alla repressione giacobina e che avevano allestito un esercito personale con il quale tornarono in Francia per combattere al fianco dei vandeani con l'intento di restaurare la monarchia e riconquistare i propri territori. Anche Luigi XVIII e Carlo X crearono una loro legione personale, ma dopo il fallimento della seconda guerra di Vandea, integrarono la loro e le altre legioni nell'esercito spagnolo impegnato nella Guerra d'indipendenza spagnola.

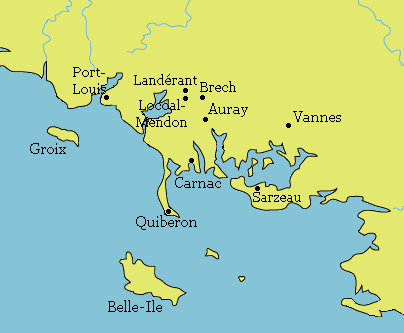
Mappa della penisola di Quiberon

L'evento principale della seconda guerra di Vandea, fu lo Sbarco a Quiberon cioè una campagna militare che durò dal 21 giugno al 23 luglio 1795. In questo arco di tempo si fecero sbarcare sulle coste della Bretagna gli emigrati e le truppe inglesi venute in Francia per aiutare i vandeani e i chouan, che per la prima volta non riuscirono a tenere testa all'esercito repubblicano senza un aiuto esterno.
Ma le continue liti tra i due comandanti, Joseph de Puisaye e il conte inglese Louis Charles d'Hervilly, scelto da Luigi XVIII furono probabilmente la causa della disfatta di Quiberon. Nonostante fossero riusciti a sbarcare senza difficoltà, persero subito del tempo prezioso per mettersi d'accordo sulla strategia da utilizzare, cosa che gli fece perdere l'effetto sorpresa, ma soprattutto attirò l'esercito repubblicano su di loro e Hoche non perse tempo a organizzare le sue truppe e attaccare il loro accampamento.
Subirono quindi un primo attacco che però riuscirono a respingere, poi il 28 giugno presero Carnac, Landévant e Locoal-Mendon, e qualche giorno, il 3 luglio occuparono il forte "Penthièvre", situato a ovest di Carnac, che rappresentava un importante punto strategico in quanto bloccava l'accesso da nord alla penisola di Quiberon.
Fino a quel momento i repubblicani non risposero con decisione all'avanzata vandeana, soprattutto perché in quel momento i vandeani erano quasi 20 000 e Hoche stazionava a Vannes con circa 2 000 uomini in attesa dei rinforzi che aveva richiesto. Questi non tardarono ad arrivare, infatti il 4 luglio 13 000 repubblicani giunsero a Vannes e subito presero tutti i territori conquistati dai vandeani, con l'eccezione di Carnac.
I vandeani, bloccati all'interno della penisola, non riuscendo a respingere i repubblicani che li accerchiavano, pensarono di imbarcare Cadoudal e i suoi chouan per farli poi sbarcare a Sarzeau, in modo da prendere alle spalle i repubblicani e attaccare da entrambi i lati, ma nonostante riuscirono a sbarcare vennero avvistati e il 17 luglio caddero in un'imboscata nella quale morirono due generali e diversi chouan, per questo furono costretti a imbarcarsi nuovamente e tornare nel loro accampamento a Quiberon.

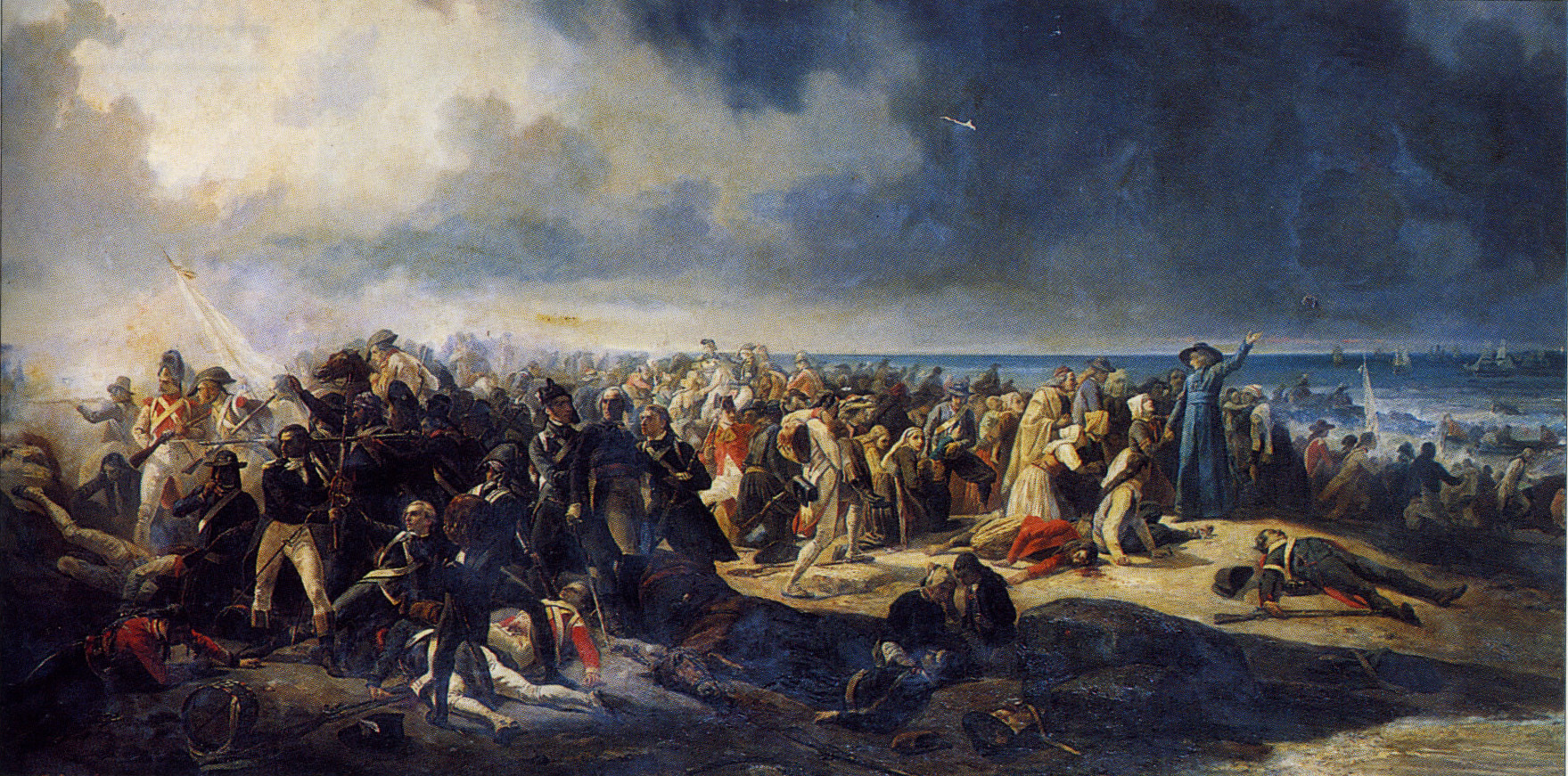
I realisti che non riuscirono a scappare

Gli attacchi continuarono, ma i repubblicani riuscivano sempre a respingerli, durante uno di questi d'Hervilly rimase gravemente ferito e dovette tornare a Londra dove morirà qualche mese dopo per le ferite riportate, questo naturalmente avvantaggiò de Puisaye che ora era il comandante in capo e poteva decidere come muovere le truppe senza doversi scontrare con d'Hervilly.
Il 20 luglio Hoche lanciò il suo attacco definitivo: gli uomini che difendevano il forte "Penthièvre" erano dei disertori repubblicani che tradirono i vandeani e consegnarono il forte a Hoche. I vandeani presi dal panico si ritirarono mentre i repubblicani continuarono a inseguirli, vista la situazione disperata de Puisaye decise di ritirarsi facendo imbarcare tutti i suoi uomini sulla navi inglesi che avrebbero coperto il loro imbarco con i cannoni. Le navi non bastarono a mettere in salvo tutti: sulla costa rimasero il generale Charles de Sombreuil e circa 6 500 uomini, di questi solo 2 500 erano soldati.

Il giorno dopo Sombreuil chiese di negoziare la resa dei vandeani con Hoche, e inizialmente venne concessa ma poi il 27 luglio fece fucilare Sombreuil e tutti gli altri, tra emigrati e vandeani, vennero presi prigionieri. Infine nei giorni seguenti si compì l'ennesimo massacro, la Convenzione, infatti, mandò a Quiberon il commissario Tallien che rilasciò alcuni civili e condannò a morte tutti gli altri prigionieri.

### Fine della guerra

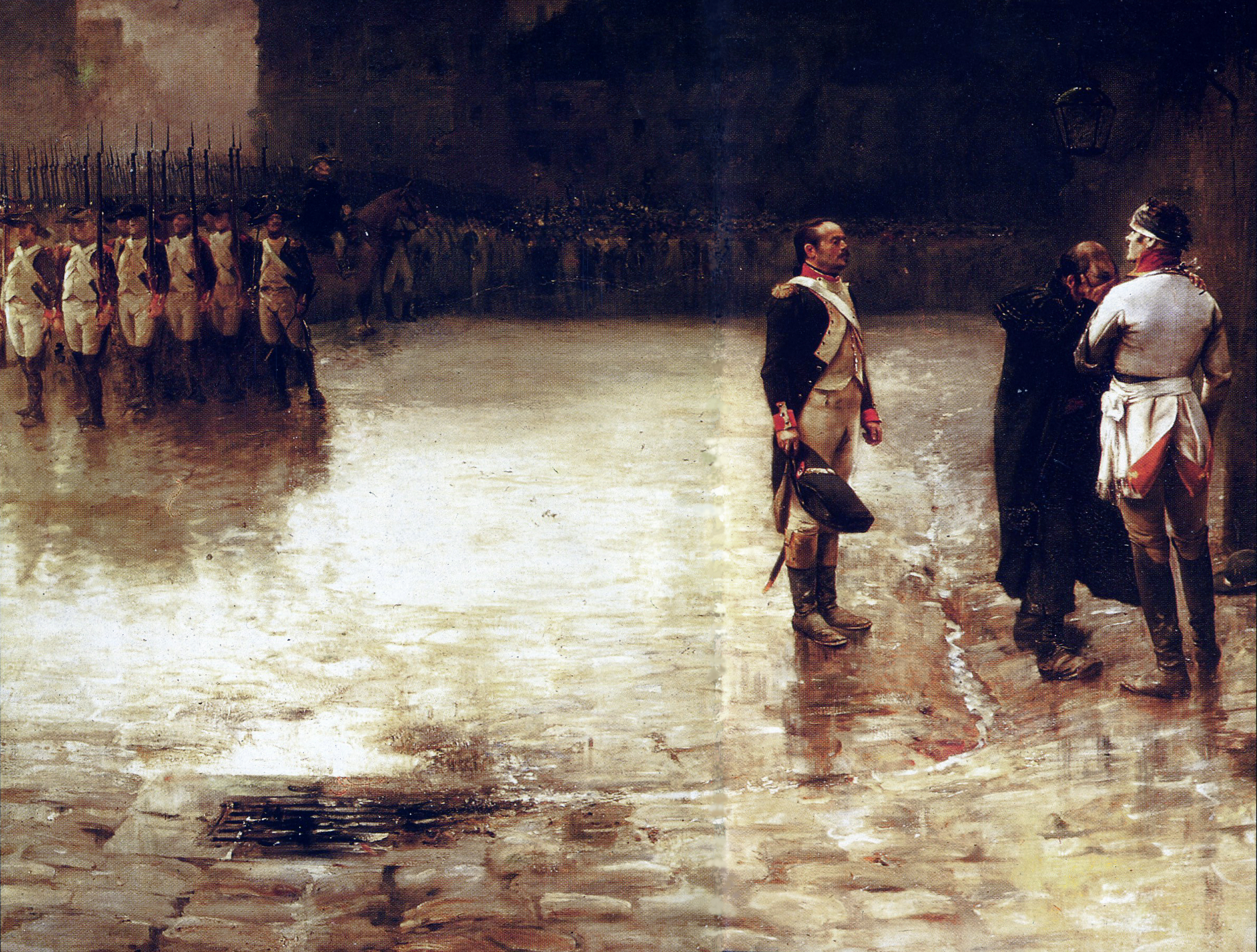
L'esecuzione di Charette

Dal luglio al dicembre 1795 non ci furono altri combattimenti importanti se non qualche schermaglia ormai, nonostante i futuri sovrani contribuirono inviando truppe a Charette e Stofflet, la seconda guerra di Vandea volgeva al termine.
Il 22 febbraio 1796, alcuni capi vandeani si riunirono a Saugrenière (vicino a La Poitevinière) per organizzare i loro eserciti, ma nella notte la riunione fu interrotta dai repubblicani che attaccarono a sorpresa la città. La mattina del giorno successivo faranno molti prigionieri tra cui lo stesso Stofflet. Dopo l'arresto venne condotto ad Angers, dove venne giudicato con un processo veloce e condannato a morte, la sua sentenza verrà effettuata lo stesso 23 febbraio.
Un mese dopo, il 23 marzo, il generale Travot con al seguito circa 80 uomini, trovò Charette con una trentina di fedelissimi nei boschi di La Chabotterie (comune di Saint-Sulpice-le-Verdon), il generale vandeano, dopo essere rimasto leggermente ferito, venne arrestato e condotto a Nantes per essere giudicato. Verrà condannato a morte e fucilato il 29 marzo 1796. Il 15 luglio 1796 il Direttorio annunciò ufficialmente che: «le insurrezioni dell'Ovest sono terminate».

## Terza Guerra di Vandea
La terza guerra di Vandea durò solo tre mesi, dal 26 ottobre al 17 dicembre 1799, terminando con l'armistizio di Pouancé: a causa dell'instabile situazione politica, la Francia non avrebbe potuto sostenere una nuova guerra civile e per questo motivo il nuovo governo francese preferì acconsentire alle richieste degli insorti, in modo da evitare il ritorno della monarchia, che in quel momento sembrava imminente.
A causa dei metodi usati per porre fine all'insurrezione, la "Vandea Militare" sarebbe potuta insorgere nuovamente in qualsiasi occasione, gli insorti non riuscivano, ancora, ad accettare la repubblica visto il trattamento che ricevettero, inoltre subivano l'influenza dei futuri sovrani che vedendo i risultati della prima guerra di Vandea, capirono che l'esercito cattolico e reale avrebbe potuto farli tornare al trono.
Il colpo di Stato del 18 fruttidoro annullò i risultati delle elezioni in 49 dipartimenti (in particolare nell'Ovest), in questo modo ripresero le persecuzioni nei confronti dei contro-rivoluzionari. Con le elezioni, infatti, si sperava in una vittoria dei sostenitori del re, che una volta al potere avrebbero facilitato il ritorno alla monarchia, ma ciò non avvenne e la "Vandea Militare" insorse per la terza volta.
Questa volta l'insurrezione si allargò anche all'intera Normandia fino addirittura all'Eure-et-Loir, questo periodo ha probabilmente risentito dell'assenza di Napoleone, in quel momento impegnato nella Campagna d'Egitto, e il colpo di Stato non fece altro che aumentare il desiderio di tornare alla monarchia, anche in quei dipartimenti orientali che, da sempre, avevano sostenuto la rivoluzione.
La guerra vera e propria scoppierà nel 1799, quando il futuro Luigi XVIII comincerà a mandare ai chouan armi e munizioni dalla Gran Bretagna, cominceranno quindi a combattere nel settembre del 1799 conquistando diverse città tra cui Nantes, Le Mans, Saint-Brieuc, Redon e Roche-Bernard. L'insurrezione finirà poi il 12 dicembre 1799, con un trattato di pace stipulato a Pouancé, Napoleone era infatti tornato dall'Egitto e con un colpo di Stato tornò al potere, questa volta però comprese che gli insorti avrebbero continuato a combattere se non si fossero ascoltate le loro richieste.
Per questo motivo a Pouancé, con l'intento di allontanare il pericolo di una nuova guerra civile, fece delle promesse simili a quelle del trattato di La Jaunaye, con la differenza che questa volta fece rispettare i termini stabiliti dal trattato: consentì la libertà religiosa e promise di non perseguitare i sacerdoti refrattari, inoltre sospese il servizio militare a patto di porre fine all'insurrezione, ma di contro avrebbe giustiziato chi non l'avesse fatto.
La maggior parte dei capi vandeani e chouan accettarono gli accordi di Pouancé, fatta eccezione per Cadoudal che continuò a combattere e dopo tre battaglie contro l'esercito repubblicano (che qualche anno dopo sarebbe divenuto imperiale), per fermarlo Napoleone gli propose di diventare generale, se si fosse arreso e se avesse congedato i suoi uomini, ma Cadoudal rifiutò e si rifugiò a Londra.
In seguito attuerà altri provvedimenti a vantaggio degli abitanti della "Vandea Militare": il 28 dicembre 1799 assegnerà dei consoli della repubblica ai dipartimenti dell'Ovest; nel 1801 verrà stipulato il Concordato tra la Napoleone e papa Pio VII con il quale si riconosceva il cattolicesimo come maggiore religione dello stato e si ripristinavano i diritti che erano stati tolti con la Costituzione civile del clero; nello stesso 1801 corrisponderà anche un indennizzo per il patrimonio immobiliare della Vandea e nel 1811 lo estenderà anche alla Loira Atlantica e alle Deux-Sèvres.

## Quarta Guerra di Vandea
La quarta guerra di Vandea cominciò nel marzo 1813, dopo la ritirata di Napoleone dalla Russia (1812) ed ebbe una pausa quando, a seguito della sconfitta dell'Imperatore a Lipsia (ottobre 1813), Luigi XVIII salì al trono, nell'aprile 1814. Dopo il ritorno al potere di Napoleone con i Cento giorni la guerra riprese il 15 maggio 1815 e terminò il mese successivo quando, a seguito della battaglia di Waterloo, Luigi XVIII ritornò sul trono di Francia nel giugno 1815. Il Sovrano, in segno di riconoscenza, conferì il grado di generale dei granatieri reali (un corpo militare addetto alla protezione del re) al generalissimo dell'armata vandeana Louis de La Rochejaquelein e lo stesso fece con il suo successore Charles Sapinaud, che divenne generale e venne insignito del titolo di duca.
Anche ferventi repubblicani come François-Noël Babeuf si schierarono contro la repressione indiscriminata contro la popolazione civile vandeana nelle prime due guerre.

## Quinta Guerra di Vandea
Nel 1832 venne organizzata, sempre partendo dalla Vandea, una nuova insurrezione di stampo realista che coinvolse buona parte della Francia occidentale e che venne guidata dalla duchessa di Berry. Questa, il cui figlio era stato nominato da Carlo X di Francia come suo legittimo successore dopo la sua forzosa abdicazione a seguito della proclamazione della monarchia di luglio e l'ascesa al trono di Luigi Filippo, intendeva difendere le prerogative di quello che i legittimisti chiamavano ormai "Enrico V". L'insurrezione dilagò in Bretagna, nel Maine, nell'Angiò, nel Poitou e nella Loira inferiore, ma fallì rapidamente a causa della scarsa mobilitazione popolare.